# História de Santana de Parnaíba

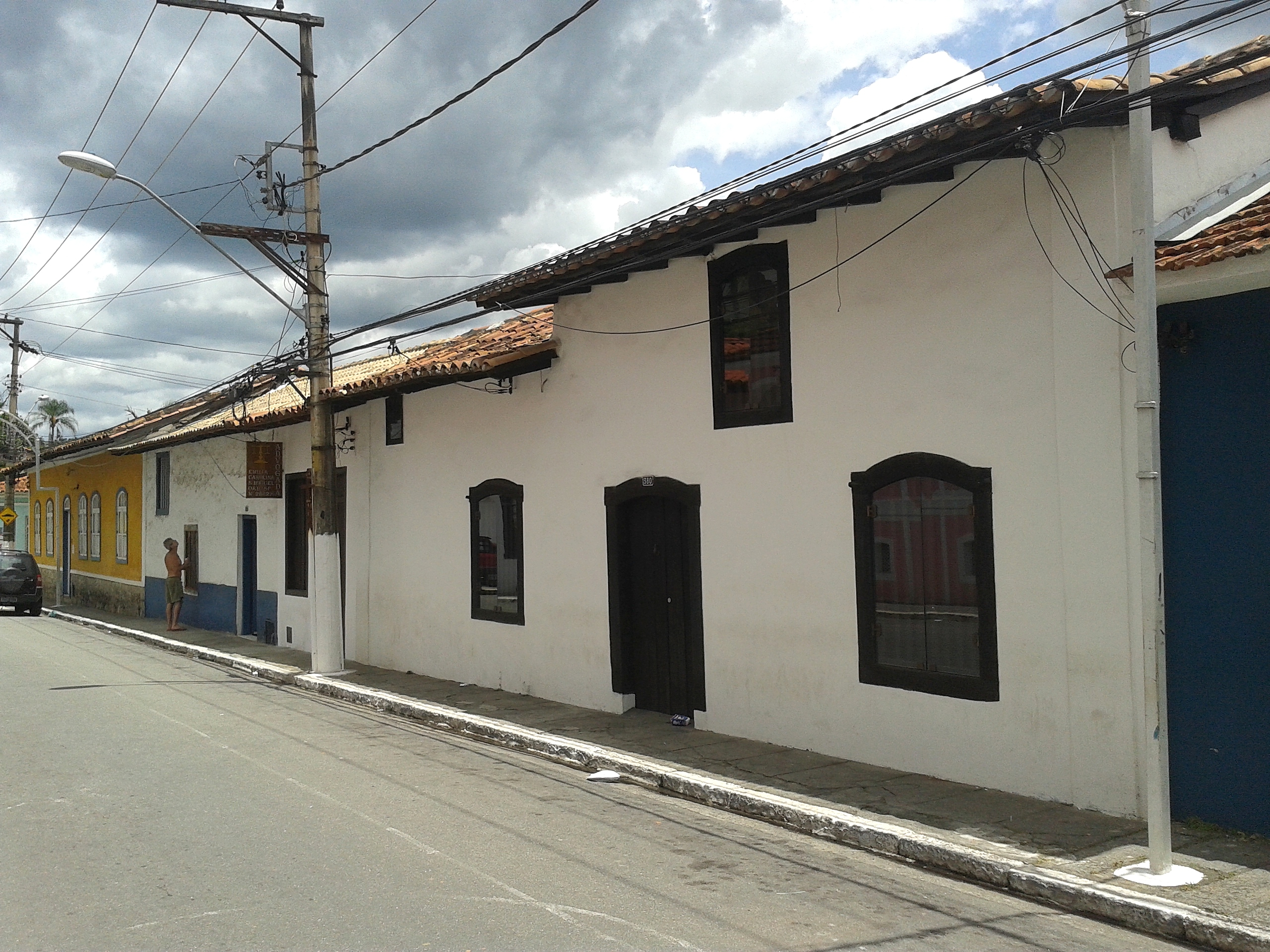
Casario no centro histórico do município brasileiro de Santana de Parnaíba. As origens da cidade remontam à passagem do século XVII para o XVIII, durante o período das expansão bandeirante.

A história de Santana de Parnaíba tem suas origens no povoado que cresceu ao redor da capela levantada por Manuel Fernandes Ramos, participante de uma expedição realizada em 1561 por Mem de Sá para explorar o sertão, às margens do rio Tietê. Atualmente, o município ainda preserva algumas de suas construções originais no Centro Histórico de Santana de Parnaíba, que reúne bens hoje tombados.

## Contexto histórico
Bandeirantes é a denominação dada aos sertanistas do período colonial, que, a partir do início do século XVI, penetraram no interior da América do Sul em busca de riquezas minerais, sobretudo o ouro e a prata, abundantes na América espanhola, indígenas para escravização ou extermínio de quilombos. Contribuíram, em grande parte, para a expansão territorial do Brasil além dos limites impostos pelo Tratado de Tordesilhas, ocupando o Centro Oeste e o Sul do Brasil. E foram os descobridores do ouro em Minas Gerais, Goiás e Mato Grosso.
O historiador Capistrano de Abreu comenta que «ao tempo em que os conquistadores se batiam contra os índios de Paraguaçu e Ilhéus, prosperava à volta de São Paulo um grande número de vilas: Mogi das Cruzes, Santana de Parnaíba, Taubaté, Guaratinguetá, Itu, Jundiaí, Sorocaba, todas  anteriores a 1680, ao grande êxodo do último quartel do século XVII. Cada vila demandava destino diverso: as do Paraíba do Sul apontavam para as próximas Minas Gerais; Santana de Parnaíba e Itu para Goiás (Guaiaz) e Sorocaba para os campos de pinheiros em que já surgia Curitiba. Bastou o descobrimento do ouro para mobilizar toda essa força - ouro corrido, mas em abundância: a população que acudiu procedeu toda ou quase toda do planalto, especialmente do Rio Paraíba do Sul, onde a estreiteza do vale, entre a Mantiqueira e a cordilheira marítima, produzia o efeito de condensador. E, com a vitória dos emboabas, mais tarde, Sorocaba e Itu assumiram seu papel histórico, Tietê abaixo até a barra, Rio Paraná até o Rio Pardo, por este até o Rio Paraguai, São Lourenço, Cuiabá, atingindo-se descobertos em que o ouro se apanhou às arrobas. E as dificuldade da viagem, que, desde Araritaguaba ou Porto Feliz, pedia quatro a cinco meses, através de mais de cem saltos, cachoeiras, corredeiras, entaipavas. Cuiabá e Mato Grosso, para não sucumbir, terão que se desligar de São Paulo.[carece de fontes?]

## Capela
A capela que serviu com ponto de origem à cidade foi construída em louvor a Santo Antônio, muito embora sua estrutura precária não tenha resistido às constantes enchentes e acabou sendo destruída. Posteriormente, seus herdeiros e sua mulher, Suzana Dias, resolveram erguer, em 1580, uma nova capela, desta vez em honra de Sant'Ana.

## Século XIX

### A vila no Império e os primórdios
A pequena vila de Santana de Parnaíba assistiu de longe à independência proclamada tão próxima dali, nas colinas do Ipiranga, em 7 de setembro de 1822. As sequelas da extinção da antiga capitania, apesar da sua reimplantação em 1765, ainda eram muito fortes. Morgado de Mateus veio para ser o primeiro governador de uma capitania pobre e despovoada. Muitos haviam deixado Parnaíba, São Paulo e as pouquíssimas vilas existentes para procurar ouro em Minas Gerais, Cuiabá e Goiás. Não havia nenhuma razão para retornar agora. Morgado fez o que era possível na época: incentivou a criação de novas povoações e o desenvolvimento das que já existiam na tentativa de estabelecer o povoamento da vasta área ainda vazia, especialmente a leste do território, que, na época, correspondia aos atuais territórios dos Estados de São Paulo e do Paraná. Começaram a surgir nessa época o que veio mais tarde a se tornar as cidades de Campinas, Araraquara, Piracicaba, Tietê e outras poucas.
Parnaíba era então sede de uma vila, que englobava os municípios de São Roque, Araçariguama, Cajamar, Pirapora do Bom Jesus, pelo menos metade de Barueri, de Franco da Rocha e de Caieiras, além do município atual de Santana de Parnaíba. A escassa população concentrava-se na sede da vila, e também em São Roque, Araçariguama e Pirapora. O resto espalhava-se por vasta área rural. Sua produção apenas sustentava o próprio município; as estradas eram precárias. Havia plantação de café em 1836, cultura que, anos depois, não existia mais. O último censo conhecido, do tempo de colônia, em 1776, acusava cerca de 1 283 mulheres e 1 258 homens na vila. Para a época, uma cidade de tamanho semelhante às outras da capitania. Na virada do Século XIX havia duas formas de se alcançar a vila a partir da capital: pelas chamadas estradas “de dentro” e “de fora”. A primeira pela Lapa, Mutinga e Fazenda Tamboré; a segunda por Pinheiros e pela Aldeia de Barueri.
Em 1809, a Aldeia de Barueri foi anexada a Parnaíba, desligando-se da Capital. Foi este o único aumento territorial que Parnaíba teve em toda a sua história. Tal fato pouco ou nada contribuiu para a vila; o acesso desta ao aldeamento era problemático, pois dependia de uma estrada com pouca conservação e de uma travessia por balsa sobre o Tietê. Juntamente com ela, veio a parte ocidental que incluía a atual área central de Carapicuíba. A divisa entre Parnaíba e a capital passou a ser o rio Carapicuíba. Vale ressaltar também que a Aldeia de Carapicuíba, atualmente no extremo sul do município de Carapicuíba e muito próximo da divisa com Cotia, jamais foi parte do município de Parnaíba, pois somente foi desmembrada de Cotia na época da formação do município de Carapicuíba, em 1964.
Esta era mais ou menos a situação da cidade em 1822. Município pobre, com pouca receita, sem uma agricultura forte, produzindo apenas para sua própria sobrevivência, a cidade exportava eventualmente apenas uma pequena produção de aguardente: a cana de açúcar era a lavoura mais comum por ali. Alguns de seus atuais bairros eram embrionários, como o Suru, o Coruruquara, o Jaguari, Pirapora — hoje o município de Pirapora do Bom Jesus — e o Taboão — o atual bairro de Jordanésia, pertencente a Cajamar —, além de São Roque e Araçariguama, também hoje ambos municípios. Eram, provavelmente, sítios ou fazendas, cujos núcleos e colônias eram chamados de bairros. Os outros bairros nem existiam. E havia ainda o Voturuna, terra de antiga extração de ouro e ferro, que havia pertencido ao Padre Guilherme Pompeu de Almeida e que, com sua morte mais de cem anos antes, passou a ser terra dos jesuítas. Com sua expulsão em 1760, as terras passaram para outras mãos. Os viajantes que reportaram suas viagens pela Província no século XIX não citam a vila. Possivelmente não passaram por ela, seguindo diretamente pelo Caminho Real de Ytu, que passava dentro dos limites do município em sua região sudoeste, na atual Araçariguama e nos limites do Cururuquara.
Não são encontrados, infelizmente, desenhos ou gravuras dessa época hoje longínqua referentes a Parnaíba. Carlos Frederico Rath, por exemplo, que fez também diversas viagens pela Província, tendo retratado cidades como Apiaí, não se preocupou com a cidade. Sabe-se que a vila já contava com o traçado urbano do seu atual Centro Histórico, tombado desde 1982 pelo CONDEPHAAT. Sem os nomes atuais, este perímetro urbano corria, a partir dos fundos da Igreja Matriz, então uma construção diferente da atual, pela Praça 14 de Novembro, pela rua Bartolomeu Bueno, dobrando à direita pela ladeira da rua Santa Cruz, à direita pela rua Suzana Dias, seguindo até a parte baixa do Largo da Matriz, subindo por ele até passar pelo lado da Matriz e encontrar novamente a sua parte traseira. Além deste contorno, apenas zona rural, mesmo. Uma cidade minúscula para os padrões de hoje. Para os padrões da época, nem tanto, mas diversas cidades que se formavam no interior já cresciam mais rapidamente então.
Existiam diversas estradas, verdadeiras “picadas”, que levavam aos sítios próximos ou às cidades, estas nem tanto. Da vila, elas partiam para a capital, passando pela Aldeia de Barueri; para Araçariguama; o Caminho Real de Ytu passava longe, ao sul, sem atingir diretamente a vila; para Pirapora; para a ponte sobre o Tietê e dali para a “outra banda” do rio; para Jundiaí e para chegar à Estrada dos Goiazes, no extremo nordeste do município. Todas estas estradas, de alto custo de manutenção principalmente para os parcos recursos daquela época, não somente para Parnaíba como para qualquer outra cidade, levavam a que núcleos que cresciam mais rapidamente a pedirem sua independência como município, dada a dificuldade de ajuda quando dependiam da vila central. Não é por coincidência que a antiga Carambeí, agora São Roque, tenha conseguido sua emancipação em 1832. O território parnaibano perdia agora sua primeira parte significativa desde a desanexação bem mais antiga de Itu, Jundiaí e Sorocaba, nos anos 1650. Esta emancipação de São Roque fazia com que toda a região além do que hoje é o quilômetro 54 da rodovia Castelo Branco, até o seu quilômetro 72, aproximadamente, fosse “perdida” para o município.
Em 1836 Parnaíba fazia parte da Segunda Comarca da Província de São Paulo. Estava no Oitavo Termo, cuja cabeça era a capital, juntamente com esta e com a vila de Santo Amaro. Possuía a vila uma freguesia anexa a ela: Araçariguama. O censo realizado provincial indicava 4 296 habitantes para o município, sendo 1 977 homens e 2 319 mulheres, entre brancos, índios, pardos livres e cativos. Era um crescimento de cerca de 1 600 habitantes em relação ao censo de 1776, cinquenta anos antes. Nessas duas épocas a maior parte da população das cidades vivia espalhada pela área rural. No caso de Parnaíba, as maiores aglomerações estavam no centro, em Capela de Pirapora e na Freguesia de Araçariguama. Como a vila não se originara das fazendas em volta, como as cidades mais novas, a população maior era urbana, mesmo. Bairros rurais, como o Cururuquara, que possuía então 122 almas, davam uma ideia do que seriam esses bairros naquele tempo. Aliás, este não devia ser uma fazenda, pois o levantamento dos anos 1850 mostra que existiam ali inúmeros proprietários em diversos “campos de lavoura e de criar”. Sinal de que a floresta original se havia ido há muito tempo naquela região. A quantidade de escravos não poderia ser muito grande: a maior atividade da cidade era a cana de açúcar, com poucos engenhos apenas para a fabricação de algum açúcar, de cachaça e de rapadura, o que não poderia demandar um grande número de escravos. A sede, com número limitado de ruas curtas, não poderia conter nem mil habitantes. Havia 149 pessoas alfabetizadas e uma só escola de “primeiras letras”, com 31 alunos. Plantava-se em 1836 milho, café, feijão, arroz e algodão, além das criações de gado. Quase tudo para consumo doméstico, exceto pequenas exportações de açúcar bruto, aguardente de cana e toucinho, levados geralmente para Santos; essas viagens pareciam ter o objetivo de, na verdade, trazer sal, vinhos, fardos de tecidos, ferragens, louças e vidros, sendo o que era levado meras “encomendas de ocasião”.
Afastada de tudo e com difícil comunicação mesmo com a capital da província, a vida passava devagar, como num outro planeta. O tropeirismo tinha, na cidade, alguma atividade: sabe-se que o Barão de Iguape, pai de Veridiana Prado, mantinha na região próxima ao rio Itahim, na divisa com a Capital (região de Perus) uma fazenda de invernada de muares e também de gado. Havia invernadas também na região onde hoje é o centro de Carapicuíba, pertencente na época também a Parnaíba. A vila também não ficou imune ao movimento revoltoso de 1842. A encruzilhada da Estrada Real de Ytu com a estrada para Parnaíba — e aí não ficou claro se era a saída pela Aldeia de Barueri ou se pelo Cururuquara — também era área estratégica de vigilância das forças legalistas do Império: a própria vila foi ocupada por estas em 15 de junho de 1842. Apesar disto — ou por causa disto —, a Câmara Municipal, quatro anos depois, nomeou o brigadeiro Rafael Tobias de Aguiar, um dos revoltosos, para recepcionar o Imperador Dom Pedro II em sua primeira visita à capital de São Paulo. Coincidência ou não, em 1852 o brigadeiro comprou vastas áreas de terra em Parnaíba: uma no Morro Branco, na região do Juru-Mirim, já dentro do atual município de Pirapora, próximo à divisa, e outra grande área entre a Serra do Itaqui e o Tietê, entre os córregos do Sítio do Morro e da Cachoeira, local hoje ocupado por diversos bairros: o Germano, o Parque Santana, o Rancho Alegre, o Isaura, Chácara Marco e o Engenho Novo, estes dois últimos hoje em Barueri. Esta grande gleba era a Fazenda da Vacaria. Pode ser derivado desta época de aproximação do brigadeiro com a vila de Parnaíba as histórias e o seu romance com a Marquesa de Santos, que também possuía propriedades por aqui.
As ruas não possuíam nomes: se os tinham, não eram oficiais, sendo reconhecidas por detalhes próprios ou pelo seu destino ou origem. As atuais ruas Bartolomeu Bueno, André Fernandes e Suzana Dias eram apenas as “ruas de Cima, do Meio e de Baixo”, pela sua posição geográfica e também pelo fato de que inúmeras cidades brasileiras utilizavam este tipo de denominação; porém, neste caso, a rua de Baixo também era conhecida como “rua Direita”, numa alusão de que levava “direto ao largo, ou ao mosteiro, de São Bento”, que, realmente, ficava no final dessa rua, em frente a esse final. Para se ter acesso ao largo, ainda hoje há que se fazer pequena dobra à esquerda, dali, ou se sobe a atual rua Santa Cruz, ou se segue à direita pela rua 13 de Maio. A “servidão do Fundo dos Quintais” ou “rua do Fundo dos Quintais” era a atual 15 de Novembro. Na verdade, ela não existia, pois tinha um leito totalmente irregular, dependendo em cada ponto da profundidade dos quintais das casas que davam frente para a rua Direita. Já o “beco que desce atrás do Mosteiro” é mais fácil de se identificar: ele “descia” para a várzea existente no local onde por hoje passa a Estrada dos Romeiros e ficava atrás do Mosteiro de São Bento. Em 1850, nomes como “caminho que desta vila segue para a estrada dos Tortes a sair na estrada de Jundiaí” ou “Mata da Picada do Itaquerê” eram comuns na vila. Reconhecê-los hoje é uma tarefa praticamente impossível, a não ser que surjam dados adicionais em alguma documentação. Descrições em livros de atas da Câmara Municipal do tipo “foi lida uma petição do Sr. José Manoel da Silva oferecendo-se a pagar o foro da tapera onde mora (morou?) a falecida Ignes Roiz no lugar denominado Itahin” e “petição de Elias da Cruz a respeito do bairro Barueri-Mirim queixando-se do estado da fatura do caminho que desta vila segue para o dito bairro não havendo a cabo cumprido” mostram também que a simples menção de um bairro ou local já dava indicação de onde a pessoa morava, dado o baixíssimo número de moradores nos pequenos povoados espalhados pela imensa área que ocupava o município. O Itaim, no entanto, não é um local tão identificável assim: há um córrego do Itaim-Guaçu e outro do Itaim-Mirim, este último afluente do primeiro, por sua vez, afluente do Tietê, passando pela região do atual Suru, mas também há outro, que é o córrego do mesmo nome que historicamente divide Parnaíba de São Paulo e que hoje costeia o bairro de Colinas do Anhanguera.
Outro fato bastante discutível na história da cidade, dando margem a inúmeras interpretações, é a existência de uma ponte sobre o rio Tietê. Em 1850 havia uma ponte, e, se havia, deveria estar no ponto mais fácil de transposição, historicamente, do rio, que era o final da rua da Meatinga — estamos falando de épocas anteriores à inundação do ponto em 1954, pela Light, pois em setembro havia um pedido de conserto para a “a ponte sobre o rio Tietê e tapar seus buracos”. Qual das pontes? Aparentemente havia duas, pois em 1805, ou seja, 45 anos antes, documentos falam em duas pontes junto à vila. A se ler pelos diversos documentos existentes entre o início do século XIX e o ano de 1955, quando foi construída a ponte de concreto atual, no final da rua Padre Luiz Alves de Siqueira Castro de hoje houve épocas com duas pontes, com uma somente e até sem pontes. Em 1854, por exemplo, eram citadas duas pontes novamente. Nove anos depois, em outubro de 1863, soube-se que, por um período, a vila ficou sem a ponte: foi nesse mês que e pagaram “a canoa e o canoeiro pelo serviço durante o período em que a ponte sobre o Tietê estava em conserto”. Por quanto tempo isto ocorreu, não se soube. Já a ponte de Pirapora, sobre o mesmo rio, tem um histórico mais claro. Em 1854 a construção dessa ponte estava bastante adiantada. Ainda não era a ponte metálica, que viria nos anos 1880 e ali ficaria por mais de cem anos. Outra ponte de grande importância era a ponte sobre o rio Juqueri-Guaçu, o rio que hoje divide os atuais municípios de Santana de Parnaíba e Cajamar, mas que, na época, nada dividia: estava no meio de mata virgem. Era, no entanto, o ponto de passagem de tropas e viajantes para Jundiaí. Acreditamos que, das quatro pontes que hoje existem sobre o mesmo rio, esta, também citada em 1854 como sendo construída a pedido desses viajantes, seja a que ficava no mesmo local onde hoje está a ponte do Vau Novo. Esta ponte ficou pronta em 1855, e uma curiosidade é que se conseguiu identificar os diversos tipos de madeira usados na sua construção: entre outras, a canela, o guamirim e o guatambu.
O novo cemitério da cidade ficou pronto também em 1854. Vinha para substituir aquele que ficava atrás da Igreja Matriz, no alto da colina ainda hoje ali existente, e onde hoje está a Casa Paroquial. Tal fato não devia ser coincidência: no mesmo ano, a Assembléia Provincial aprovava o novo Código de Posturas, que proibia o enterro de cadáveres nos recintos dos templos e capelas dos municípios. A cidade, possivelmente, precisava de um cemitério maior do que o que já tinha. Com este código de posturas, as cidades começavam timidamente a cuidar de limpeza e de saneamento: apenas três anos depois, em 1866, a Câmara estabelecia normas para os enterros no Cemitério, ordenando que estes fossem feitos “a oito palmos de fundos”. O velho cemitério, administrado pela Irmandade de São Benedito, continuou funcionando por muito tempo ainda, embora aparentemente tenha sido solicitada a sua desativação. No mesmo ano, a mesma Assembleia resolveu um caso polêmico entre os municípios de Jundiaí e Parnaíba, em relação às suas divisas. Com isto, ficaram estabelecidas as divisas que vigoraram até 1959, quando Pirapora e Cajamar, que hoje são os que fazem divisa com Jundiaí, se separaram do município-mãe. Para se ter uma ideia, esta divisa ficava onde atualmente é o quilômetro 49 da via Anhanguera — hoje neste ponto dividem-se Cajamar e Jundiaí.
Apesar de todas as dificuldades de comunicação, o isolamento de Parnaíba não a deixava de fora de tudo. As notícias podiam chegar com algum atraso, mas chegavam. Em janeiro de 1865, cerca de um mês depois do início oficial da Guerra do Paraguai, com a invasão de Mato Grosso pelas tropas paraguaias de Solano Lopez, a Câmara mandou afixar um decreto de 8 de janeiro “em edital no local de costume”, ou seja, junto à porta da Câmara Municipal (que aparentemente não tinha uma sede fixa, fazendo suas sessões na casa de um dos vereadores) acerca dos Voluntários da Pátria. Em outras palavras, recrutava voluntários para partir para a guerra, que, afinal, não tiraria tantos braços da cidade assim: desta partiriam apenas treze voluntários para a Guarda Nacional. Em mais uma prova de que a cidade estava atenta ao mundo, nesse mesmo ano chegava também o sistema métrico: uma circular do governo imperial de 23 de abril remeteu “a esta Câmara um exemplar dos trabalhos destinados à conversão das medidas métricas, nas que lhe corresponde no sistema usual de pesos e medidas do País, para que se façam observar neste município o novo sistema”.
O que acontecia em Parnaíba durante o Século XIX não era tão diferente assim da vida das outras cidades da província, pelo menos até a metade do século. Podemos, entretanto, excluir desta afirmação as cidades do Vale do Paraíba, que já plantavam café havia tempos e tornavam essa região — então chamada de Norte Paulista — a mais rica da província. A partir daí, a migração das plantações de café para o então chamado Oeste Paulista, passando pela região de São José dos Campos e Jacareí para Bragança, Socorro e Amparo, e dali para a região de Campinas enriqueceu essa região, de terras melhores e mais adequadas para essa cultura. Ao mesmo tempo, o Norte começava a definhar, com terras já gastas para o cultivo. Depois da chegada da São Paulo Railway (depois Santos-Jundiaí) e da Companhia Paulista de Estradas de Ferro, seguida quase que imediatamente pela Ytuana, Mogiana e Sorocabana, no período entre 1865 e 1878, o plantio de café cresceu de forma muito rápida, trazendo a riqueza e a mudança no modo de vida de seus habitantes.
Parnaíba estava fora desse ciclo. Suas terras eram pobres para o plantio extensivo de café no município, apesar de, como vimos, esta ter sido tentada no início do Século XIX. Sua principal cultura, a cana de açúcar, também não era plantada num solo tão propício para isso quanto o quadrilátero Piracicaba-Porto Feliz-Itu-Jundiaí. Além do mais, a cidade era muito antiga e já estabelecida havia mais de duzentos anos, ao contrário das cidades muito mais novas do Oeste, com amplo espaço para crescer e terras mais ricas para o plantio. É fácil, aliás, de se verificar que o que mais tarde se transformou na área metropolitana da Grande São Paulo, à qual pertence Santana de Parnaíba hoje em dia, jamais foi área de plantações extensivas. E, por ficarem próximas à capital com economias pobres, eram política e economicamente mais pobres do que ela, e, à medida que São Paulo crescia, com a migração dos fazendeiros do interior enriquecidos para ela (migração esta favorecida pelo estabelecimento das linhas férreas todas convergentes para a Capital e para o porto de Santos), seus arrabaldes definhavam.
O que seria a Grande São Paulo em 1850? Lembremo-nos que esta área metropolitana não existia, apenas estamos aqui tentando imaginar do que a atual região se compunha. No mesmo território de hoje, os atuais quarenta municípios eram apenas cinco em 1850 (São Paulo, Parnaíba, Mogi das Cruzes, Santa Isabel e o já desaparecido Santo Amaro), que já haviam se transformado em oito, em 1877 (a eles se adicionaram Itapecerica, Cotia e Santa Isabel). Todas essas cidades eram pequenas e pobres, com exceção da capital, que, afinal, tinha, no mínimo, as atividades da Faculdade de Direito do Largo de São Francisco e as funções administrativas do governo da província. Com o café e as linhas férreas, a população de São Paulo já havia duplicado em 1880; nesse ano, a emancipação de Guarulhos levaria o número das cidades da “Grande São Paulo” para nove. Dessas nove cidades, apenas São Paulo, Mogi das Cruzes, Parnaíba e Cotia tinham ferrovia, sendo que nas duas últimas, ela passava a uma distância demasiado grande (mais de dez quilômetros) da sede das vilas. De fato, o progresso veio muito rápido para as duas primeiras, enquanto as duas últimas e as cinco restantes, estas sem ferrovias, permaneceram estagnadas.
No interior, a expansão das cidades enriquecidas pelo café era muito rápida. Campinas, Rio Claro, Limeira, Araraquara e Amparo, estabelecidas desde o Século XVIII ou princípio do Século XIX, beneficiaram-se primeiro exatamente pelo fato de terem uma estrutura mais enraizada. Araras, São Carlos, Pirassununga, São Simão, Descalvado e até a distante Ribeirão Preto, mais recentes, surgidas depois de 1850, cresciam de forma a se tornar municípios em pouco espaço de tempo. Todas elas nasceram a partir de uma ou mais fazendas em volta do futuro núcleo central. Araras, por exemplo, surgiu nos anos 1860 — devido em grande parte às fazendas Montevidéu e Santa Cruz, entre outras — e em 1875 já era elevada a vila. Outras muitas se desenvolveram logo a seguir. O número de municípios na virada do Século XX no estado já era bem maior do que em 1850. E a “Grande São Paulo” continuava na mesma, crescendo a passos muito lentos, quando crescia. É fácil se comparar a história de cada uma dessas novas cidades e vilas no Século XIX com as cidades próximas à capital e perceber que a atividade nas primeiras era muito mais, digamos, agitada, do que nas últimas. Nesta estava Parnaíba, que não crescia, mas, como veremos, se auto-sustentava.
Três anos antes da chegada da ferrovia a Barueri, a vila de Parnaíba possuía cinco eleitores no colégio eleitoral de São Paulo, Capital, em 1872: eram 83 eleitores nesse colégio e 400 no total do 1º Distrito, composto de onze colégios. Havia então três distritos na província, com 1 189 eleitores no total. O município pertencia à comarca de São Paulo, e era um dos quatro municípios dela (São Paulo, Santo Amaro, Parnahyba e Cotia). Distava 38 quilômetros, ou sete léguas, da capital. Possuía 160 casas, 3 mil habitantes, sendo 450 escravos. Seriam estes números somente para a sede da vila ou para o município todo (mais provável)? Parece, no entanto, poucas casas para 3 mil pessoas. A sede da vila tinha 160 casas e um edifício regular que serve de cadeia pública. A força da Guarda Nacional tinha ali uma seção de batalhão com duas companhias, com 420 praças, incluindo oficiais. Plantava-se milho, feijão, arroz, algodão, café e criava-se gado. O presidente da Câmara Municipal era o vereador João Pedro de Oliveira. Havia na vila lavradores, criadores de gado, professores, madeireiros, negociantes de fazendas e molhados, um organista e um mestre de música, alfaiates, um barbeiro, calcinadores de pedras (nas caieiras), um broqueador, carpinteiros, ferreiros, um fogueteiro, um mestre de moendas para cana, uma olaria, pedreiros, pintores e sapateiros. A descrição foi toda feita pelo Almanak da Província de São Paulo para 1873, de Antonio José Baptista de Luné e Paulo Delfino da Fonseca.
Treze anos depois, em 1886, a nova Matriz e a cadeia já estavam em construção. O município pouco havia mudado em relação a 1873. Na vila plantava-se cana de açúcar, algum café, milho, feijão e trigo e exportava-se mil pipas anuais de aguardente, produzidas em dezenove cilindros para moagem. A população do município era “calculada” entre 4 mil e 5 mil habitantes. Entre os sete vereadores — esclarecendo que, na legislação do Império, vilas tinham sempre sete vereadores, enquanto cidades tinham nove —, estavam o velho José Rodrigues Fam, José Domingues Branco e o Coronel Raymundo Ignácio da Cruz, o “Coronel Raymundo”, todos beneméritos da vila por muito tempo. Havia uma subdelegacia de polícia: o subdelegado era um dos vereadores, João de Deus da Silva Serra. Vilas tinham subdelegacias, e cidades, delegacias. Essa diferença entre vilas e cidades era muito peculiar, sendo apenas uma questão de categoria, pois tanto cidades como vilas eram sedes de municípios. Havia dois professores: Joaquim Antonio Procópio e João Rodrigues de Jesus, na vila; Estephania Lydia de C. Procópio era professora no largo de São Bento; João da Matta e Luz, em Barueri; João José Pedroso e Joanna F. dos Santos Rodrigues, em Pirapora; João Baptista Procópio, no Ponunduva; Pedro Carlos da Pureza Procópio, no Taboão. Havia, portanto, oito escolas em seis bairros que, supostamente, seriam os mais populosos da época. Os profissionais existentes podiam ser relacionados: quatro alfaiates, dois barbeiros, cinco carpinteiros, um cavoqueiro, um dentista, um ferrador, dois ferreiros, quatro fogueteiros, um funileiro, dezesseis lavradores e criadores de gado, três mestres de moendas e cilindros, dois possuidores de moinhos de fubá, três donos de caieiras, nove negociantes de fazendas e ferragens, treze negociantes de molhados e gêneros do país, dois donos de olarias, três organistas, um padeiro, quatro pedreiros, três pintores, dois pescadores, um sapateiro, um seleiro, um açougueiro e dois alugadores de tróleis, sendo um na vila e um na estação de Barueri. Estes tróleis levavam e traziam quem chegava pela Sorocabana. Não havia médicos, sendo esta uma situação que ainda se perpetuaria por muitas décadas. Havia também dezenove donos de cilindros de moer cana, ou seja, na maioria dos casos, de alambiques, mostrando que realmente a cana de açúcar era a principal atividade da vila e, dos seus produtos, o principal, talvez o único, era a aguardente.
A relação acima pode não ser fiel ao que efetivamente existia no final dos anos 1880, principalmente porque possivelmente não contemplaria os mais modestos comerciantes dos bairros afastados da vila. Na época, pelo que se pode avaliar, eram afastados uns dos outros, dada a concentração nos maiores centros: a vila e a chamada Capela de Pirapora. Até mesmo o bairro do Porto da Meatinga, também chamado de Ilha, que ficava a cerca de quinhentos metros do largo da Matriz, era considerado “arrabalde”. Podemos já identificar alguns bairros nessa época, como o próprio Porto da Meatinga, local de sítios e possivelmente, naquele tempo, sujeito a inundações, especialmente porque a montante do Tietê ainda não havia a barragem da usina que viria a ser construída em 1900. Ali era a passagem para se tomar a balsa, ou “barça”, como se falava e até se escrevia, e se atingir a ponte, quando esta não estava interditada. Também existia ali uma velha casa que, afirmava-se, havia pertencido a Suzana Dias — a construção teria então, se verdadeira a afirmação, pelo menos 260 anos de existência.
A oeste da vila, já existiam o Fernandes, o Suru, a Capela Velha, a Boa Vista, o Ingaí, o Icavetá e o Cururuquara. Cada um bem afastado do outro. Chamados de bairros já na metade do século, eram provavelmente apenas pequenas colônias de trabalhadores de sítios e fazendas. Não se tem nenhuma notícia da existência de capelas nessa região antes de 1888, quando o Cururuquara conseguiu a sua. A história oral conta que na ocasião da proclamação da Lei Áurea, o proprietário da fazenda Santo Antônio, Manoel Bento de Oliveira, doou a diversas famílias de ex-escravos uma área de 12 mil metros quadrados. Um deles era seu filho adotivo. A fazenda de Manoel ficava no bairro da Boa Vista, na serra do Itaqui. Dali, os escravos recém-libertados teriam descido o morro até chegar a uma capela rústica que existia às margens da Estrada Real de Ytu, a Capela de Santa Cruz, ou do Cururuquara. Ali era a parte mais alta da estrada nessa região e muito próxima à divisa tripla das vilas de Parnaíba, Cotia e Araçariguama (atualmente é a divisa de Itapevi e não mais de Cotia). Ali fizeram uma festa que durou três dias, tendo eles plantados oito palmeiras imperiais em frente ao largo da capela, que passou a ser conhecido como Largo das Palmeiras. Algumas delas estão em pé até hoje. Embora a festa tenha sobrevivido até os dias de hoje e sempre comemorada no dia 13 de maio, não se sabe se a festa original teria sido realmente nesse dia. Afinal, as noticias demoravam dias para chegar a uma cidade como Parnaíba, tão isolada. Além disso, os descendentes dos escravos moravam no Cururuquara, não na Boa Vista, até os anos 1960, quando começaram a sair para outras cidades da região metropolitana. E a capela? Existiria realmente antes à beira da estrada ou foi construída por eles após a libertação? O Cururuquara, antes, era um local de sítios não muito grandes onde se plantava e se criava gado. Não parecia ter um povoado que reunisse os parcos habitantes que ali trabalhavam. Este povoado teria começado a se implantar com a capela, haja vista que todas as histórias afirmam que a área doada era realmente nas suas proximidades. O Boa Vista não era tão próximo assim, estando localizado na serra do Itaqui, próximo ao Ingaí.
Para o lado sul da vila, existiam o Votuparim e, depois, a fazenda Vacaria. Não se sabe quando esta última começou a ser desmembrada. Para além dela, ficavam o Sítio do Morro, a serra do Itaqui, e, além dele, a Aldeia e a estação de Barueri. A estrada que seguia para essa região era a “estrada de fora”, como já dito; o que não fica claro é se o leito seguia acompanhando o leito do rio Tietê e suas curvas da época, como era a estrada de carregamento utilizada pela Light durante e após a construção da usina, ou se era aproximadamente o leito atual da Estrada dos Romeiros — com a diferença de um trecho somente construído em 1921, na região do córrego da Cachoeira, sobre o qual trataremos mais tarde. Para o norte, a Capela de Pirapora — nome do bairro na época — e bairros como o Jundiavira e o Ponunduva, este já possuindo uma capela. Às margens do Juqueri-Guaçu, as caieiras, espalhadas pelo Vau, pelo bairro do Juqueri-Guaçu e pela Várzea do Souza. A nordeste, o bairro do Taboão e as operações e caieiras do Coronel Rodovalho. A leste, toda a área da “outra banda” do rio Tietê, de onde vinha a “estrada de dentro”, que corria por dentro das fazendas Tamboré e Bela Vista, vindo dos lados do Mutinga, arrabalde da Capital dentro da Freguesia da Nossa Senhora do Ó. Os limites do município eram Jundiaí, ao norte, São Paulo, a leste, Cotia, ao sul, e Araçariguama, a oeste.

### A Igreja Matriz
E a Igreja Matriz? O prédio de então havia sido construído em 1812, para substituir a matriz antiga. E mais: pelos escritos de Monsenhor Paulo Florêncio, a igreja anterior a essa teria tido início de construção em 1626, quase duzentos anos antes. Infelizmente, o Monsenhor não é muito claro no que escreve, pois afirma que a igreja estaria “talvez onde está a matriz”. Em 1812, arruinada, teria sido “reparada pelo Padre Gonçalves Lima, em forma nova e com acréscimo no comprimento e altura”. Então, as fundações ainda seriam as mesmas de 1626? Mas não havia dúvidas de que ela estava no mesmo local de hoje? De qualquer forma, nos anos 1860 a “nova” igreja já estava em péssimas condições. Certamente, não se dava atenção à manutenção, ou então, os materiais utilizados em sua construção não teriam sido dos melhores. Seria ela ainda de taipa de pilão, como a de 1626, o que fazia com que qualquer infiltração de água fosse um enorme problema? Não foram encontrados dados referentes à construção desse templo, mas, em 1862, noticiava-se o final das obras de recuperação no edifício. Não parecem ter sido de grande valia, pelo que aconteceu nos anos seguintes. Em 1864, um visitante anônimo descreveu a vila: achava “a velha Parnaíba muito triste; a igreja está tudo roído de velhice, a torre é cotó, e o frontispício nem cruz tem; as casas e as ruas... melhor é não se falar. O correio, que antes passava de cinco em cinco dias, agora passa de dez em dez”. Este é um dos poucos relatos onde se pode saber como seria a velha igreja... “cotó” significa que ela, como a igreja atual, tinha apenas uma torre. Em 1865, foram pedidas subscrições para consertar o telhado do lado da Pia Batismal. No final de 1866, desaba o “lado direito da Igreja Matriz desta vila”. Logo no início de 1867, a Câmara autorizava os consertos na Igreja.
A cidade, como era comum naqueles tempos, era bastante religiosa. Uma festa dada para levar a cruz das ruínas beneditinas à Igreja Matriz em 1871 juntava muita gente. Ou seria isto, literalmente, falta do que fazer? Vale ressaltar que essa cruz, colocada à frente da Matriz nessa ocasião, teve, no ano seguinte, a festa de aniversario do fato. Não se soube mais do assunto, nem da cruz, que há muito não está no local. Teria ela sido removida durante a construção da nova Matriz, pouco mais de dez anos depois? As festas regulares eram freqüentes. Anualmente, havia as festas da Semana Santa, a do Espírito Santo, Imperador e Imperatriz, a de Nossa Senhora do Carmo, a da Padroeira Senhora Santana, a de São Benedito, a de Nossa Senhora do Rosário, a da Noite de Natal e a de Finados. Em agosto, Pirapora era a referência. No dia 6 era festejada a de Bom Jesus de Pirapora; a 7, a da Irmandade de Bom Jesus; a 8, a da Nossa Senhora das Dores, pela Irmandade. Em maio, havia a festa de Santa Cruz do Taboão. Havia ainda as festas de Nossa Senhora da Escada e de Nossa Senhora das Dores em Barueri, a de São Bento em sua igreja (pelo visto, mesmo estando esta em ruínas). Algumas dessas festas populares desapareceriam mais tarde, enquanto outras novas viriam a surgir.
Em 1872, a vila possuía mais duas igrejas além da antiga Matriz e da de São Bento, em ruínas: a de Santa Cruz, em mau estado, na rua do mesmo nome (hoje já não mais existente) e a do Senhor Bom Jesus da Pedra Fria, que ficava atrás da Matriz, no velho cemitério. A primeira serviu como Matriz provisória entre a demolição da Matriz antiga e a abertura da Matriz nova; a segunda teve diversas localizações durante sua história. As quatro capelas citadas eram as do Senhor Bom Jesus de Pirapora, a de Santa Cruz do Taboão, esta no que hoje é o bairro de Jordanésia, pertencente a Cajamar, a de Nossa Senhora da Escada de Baruery (a pequena igreja da Aldeia de Barueri) e a de Nossa Senhora da Conceição (do Voturuna).
Há mistérios em demasia na história de Parnaíba, que ainda não foram desvendados. Um deles é o do Mosteiro de São Bento. Ele foi aberto em 1642, sabemos com precisão, mas, do início do século XIX até próximo ao seu final, ele já é descrito como “em ruínas” ou “arruinado”. Afinal, quando efetivamente os beneditinos terão fechado o Mosteiro parnaibano? Não há dados concretos sobre isto. Sabe-se, por exemplo, que em 1768  faleceu no Mosteiro de Parnaíba o Frei Joaquim José de Jesus Maria Silva, mostrando que, nesse ano, ele estava em funcionamento; e que em 1804  faleceu um ex-Presidente do mesmo, Frei Fernando da Madre de Deus Camargo, este em São Paulo; porém, se ele foi Presidente, o Mosteiro ainda deveria funcionar até alguns anos antes, diremos, por volta de 1790 ou 1800. Segundo o Monsenhor Paulo Florêncio, em 1825 ali morava o Frade Felisberto de Nossa Senhora, então presidente e único morador do local. O mistério continua, pois, da metade do século XIX para a frente, sempre que o Mosteiro é citado, é-o como “em ruínas”: em 1860, ele é dado como acabado. Mesmo assim, em 1872, ainda se celebravam missas no Mosteiro arruinado. Em 1880, os párocos ainda o habitavam. Em 1887, o Mosteiro ameaçava desabar, mas já não estava em ruínas há tempos?
Em 1855, o Mosteiro Beneditino de São Paulo declarou à Igreja de Parnaíba a compra e o recebimento de diversas terras que deram origem à Fazenda Santo André, de sua propriedade, terras estas que vinham sendo adquiridas desde por volta de 1840. Havia, no entanto, terras do mosteiro nessa região não desde 1840, mas anteriormente: seria ali a Fazenda Santa Quitéria, citada, por exemplo, já no século XVIII. Ela era parte do “Santo André”. Curioso que o nome Santa Quitéria não é citado na declaração de posse de terras pelo Mosteiro em 1855, mas sim o nome “Fazenda Santo André”. Esta fazenda, tendo como região central o ribeirão Santo André, tinha como limite oeste o rio Juru-mirim, atual divisa entre os municípios de Santana de Parnaíba e Pirapora do Bom Jesus, e, a leste, o rio Itaim-Guaçu, além do qual existia o Campo da Vila. Ao norte, o rio Tietê, e, ao sul, uma divisa indefinida, mas que seria muito próxima do leito da estrada para Araçariguama – a atual estrada do Suru. O que não se conseguiu identificar, graças às dificuldades impostas pelo Mosteiro paulistano a pesquisas em seu arquivo, é o que foi feito dessa fazenda, quais eram suas as atividades e o porquê de sua existência. Há relatos nas literaturas do Mosteiro que puderam constar em livros publicados sobre a venda das fazendas São Caetano e São Bernardo, ambas em 1877, para o Governo do Estado, que as usou para o estabelecimento de colônias, dando, inclusive, origem, no primeiro caso, ao município de São Caetano, desmembrado de São Paulo. Porém, nada se fala da fazenda Santo André, em Parnaíba. Sabe-se que dentro da fazenda estava, por exemplo, a secular capela do Voturuna, que pertenceu ao Padre Guilherme Pompeu de Almeida. Hoje, porém, ao que tudo indica, toda a propriedade parnaibana foi alienada a terceiros, em data indefinida. Quanto ao Mosteiro em si, absolutamente nada sobrou, de tal forma que até há pouco tempo não se sabia em qual ponto do largo de São Bento ele estava localizado. Graças a alguns pontos identificados nas Atas da Câmara de Parnaíba no século XIX, entretanto, pode-se saber hoje com quase certeza que ele ficava ao lado das casas que, estas sim, sabidamente pertenciam ao Mosteiro e ainda de pé após terem servido de Grupo Escolar em finais do século XIX e princípios do século XX, dando frente, como o Mosteiro, para a rua Suzana Dias e para o largo e fundos para a várzea de São Bento, que ficava onde hoje está a rua 15 de Novembro e a Estação Rodoviária. No seu local hoje há uma casa edificada.
Como se via, a situação da cidade não era nada boa, não impressionava os visitantes, e parece que isso se refletia na situação da antiga Matriz. Mesmo assim, o Vigário Antonio Augusto Lessa, que deixou a Paróquia em 25 de novembro de 1881, fez o que chamou de recuperação no velho templo. Ele descreveu o que havia feito durante a sua estada de menos de três anos (1879-1881) na vila: “Obras feitas na Matriz (...): Torre da Matriz – 1.500$000 dado pela Câmara Municipal. Pequeno frontispício em cima da Pia Batismal. Todo o corpo da Igreja Matriz até o arco Cruzeiro inclusive, ‘esta obra é sólida porque é de pedra e cal sendo os arcos de tijolos’. Estas obras que agora se fizeram, há 40 anos ninguém teve ânimo de fazer”. É muito curioso assinalar que Monsenhor Florêncio não citou a reforma da igreja em sua obra, falando apenas das reformas que Lessa promoveu na Capela de Pirapora. Logo em seguida, no dia 27 de novembro, o Padre Miguel Mauro assumiu a Paróquia. Foi ele talvez o mais popular vigário da história de Santana de Parnaíba. E uma de suas primeiras providências foi demolir a velha Igreja e construir uma nova.
Três anos após o início da construção da Matriz (ou reforma? Fica a dúvida. As verbas para isso vinham de loterias promovidas pelo Governo da Província, e nessas loterias, as atas da Câmara Provincial falavam, no caso da Matriz de Parnaíba, de “reforma”), ajudada por contribuições que somaram 30 contos de réis, o município de Parnaíba pouco havia mudado em relação a 1873. Nesse ano de 1886, a treze quilômetros dali, a capela de Pirapora era iluminada por “três focos de luz elétrica, e a povoação por dois, tendo cada um a força de 2000 luzes”. Ainda eram citadas oito capelas e igrejas, mas uma delas não era mais nem citada, a do mosteiro beneditino, enquanto outra aparecia, a de Santa Cruz do Ponunduva. O vigário ainda era o Padre Miguel Mauro, defendendo a sua nova igreja.

### Caminhos de ferro e industrialização
As primeiras notícias de “industrialização” em Parnaíba  são de 1836, quando a cal do município estava cotada no “preço máximo” de 500 a 400 (moeda não citada) o alqueire. Sabendo que Parnaíba já explorava caieiras em 1857, quando existiam 2 caieiras “que forjam anualmente de 800 a 1000 alqueires de cal”, a cal certamente já era fabricada ali 21 anos antes. Também produzia aguardente e rapadura: possuía engenhos de cana. Foram estas as primeiras indústrias do município – falta saber desde que época elas já existiam. Já funcionavam no século XVIII? No anterior? Faltam as evidências. Sabe-se, no entanto, que o ferro já era produzido no Voturuna no século XVII, e no século XIX, não mais.
Em fevereiro de 1867, a São Paulo Railway, a “Inglesa”, como passou a ser chamada a ferrovia, iniciou suas atividades entre o porto de Santos e a cidade de Jundiaí. Esta foi a primeira estrada de ferro da Província e a sexta do Brasil a se abrir para o tráfego, treze anos após a estrada do Barão de Mauá em Magé, na Província do Rio de Janeiro. A “Inglesa”, ou SPR, passava curiosamente alguns metros dentro do território parnaibano, bem afastada da sede, acompanhando o rio Juqueri-Guaçu no ponto onde ele corre de norte a sul entre os atuais municípios de Franco da Rocha e Caieiras. Naquele tempo, o rio era a divisa entre os municípios de Parnaíba e a Capital, sendo ali a freguesia do Juqueri. Como os trilhos cruzavam o rio e voltavam, em alguns pontos, os curtos trechos onde eles passavam a oeste do rio estavam em solo parnaibano. Apesar de correr ao longo da divisa, mas fora do se território, em curto tempo a sua presença ali geraria lucros para Parnaíba. Antônio Proost Rodovalho, o Coronel Rodovalho, possuía terras numa fazenda ao longo do rio Juqueri-Guaçu, a oeste da São Paulo Railway, onde criava gado e plantava uva com a intenção de produzir vinhos. Algum tempo depois, descobriu que a pedra que ali existia era em sua maioria pedra calcária. Dali para a construção de dois fornos de cal no local foi um passo. Em 1877, construiu dois fornos de barranco no local, que denominou Bom Sucesso justamente pelo achado. Em pouco tempo, os dois fornos também nomeariam a região: “Caieiras dos Perus”, já que o embarque e recebimento de materiais eram feitos pela estação dos Perus, bairro rural da Capital. Para isso ele alargou a estrada que dali seguia para a estação de Perus. Essa foi a semente do que viria a ser a Companhia Melhoramentos. Como os terrenos estavam todos a oeste da linha, tudo isso foi construído em terras parnaibanas. Em 1883, entre a linha e o rio Juqueri, foi construída a estação de Caieiras, para facilitar o escoamento da produção de Rodovalho. Havia atividade industrial em diversos pontos dentro das terras do Coronel: Bom Sucesso, Olhos D’Água, Monjolinho e outros, sendo que vários deles foram aos poucos unidos por uma ferrovia particular da própria empresa – a mais tarde chamada de “ferrovia da Melhoramentos”. Transportava matéria-prima e produtos de e para a estação de Caieiras, além de ter carros de passageiros para o transporte de funcionários e seus familiares.
Enquanto a SPR passava fora do município e gerava o progresso industrial dentro do município, a Estrada de Ferro Sorocabana passava dentro. Com a construção da linha, na região da antiga Aldeia de Barueri, começando em junho de 1872 (a data do estabelecimento do acampamento de obras junto ao local onde seria construída a estação ferroviária de Barueri é considerada por alguns pesquisadores como sendo o da fundação da Barueri de hoje), a Sorocabana, finalmente aberta ao tráfego em 10 de julho de 1875, entrava em território parnaibano na atual divisa dos municípios de Jandira e Barueri, na época, divisa de Parnaíba e Cotia, ainda em pleno interior, e saía, rumo à Capital, quando cruzava o córrego Carapicuíba, na época, divisa entre Parnaíba e São Paulo. A estação de Barueri era a segunda parada da ferrovia; a primeira era a estação de São Paulo, na época construída na esquina das atuais ruas Mauá e General Couto de Magalhães, ao lado da estação original da Luz. Mais tarde, diversas outras estações foram abertas no trecho entre São Paulo e Barueri, inclusive a de Osasco (1892) e de Carapicuíba (1921), e ambas deram origem às atuais sedes desses municípios. A estação seguinte a Barueri era a de Cotia, atual estação de Itapevi. Pergunta-se por que a estação tinha esse nome, já que a sede do então município ficava a cerca de 10 quilômetros dali, e Barueri, que ficava a 11 quilômetros de Parnaíba, sede do município, não tinha o nome da sede. Parece que a explicação estava no fato de a estação de Cotia ficar num local tão ermo que não havia nada próximo que lhe pudesse lhe dar um nome diferente, enquanto Barueri ficava a apenas 2 quilômetros da Aldeia. Além do mais, a Aldeia servia, bem ou mal, como ponto de suprimentos para o acampamento. Claro que a partir do momento em que os trens passaram a chegar à nova estação o acampamento se transformaria em povoado supridor dele mesmo e Aldeia voltaria ao seu marasmo secular. Parece, entretanto, ter havido alguns protestos de parnaibanos “notáveis” da época pelo fato de a estação não ter o nome da vila, fato jamais comprovado. No entanto, a Sorocabana não teve, a curto prazo, a mesma influência industrializante em Barueri ou em nenhum outro ponto da ferrovia na região que teve a SPR em Caieiras. Mais de quarenta anos depois de sua fundação, em 1917, o bairro da “estação de Barueri” ainda era um povoado de menos de 200 pessoas, como veremos.
De qualquer forma, o povoado emergente passava agora a ser a porta de entrada para a sede da vila de Parnaíba. Antes era a Aldeia, para quem vinha pela “estrada de fora”, que, aliás, não parecia ser a mais utilizada até então. A partir daí, com a facilidade de se vir de trem para Barueri, a “estrada de fora” passaria a ser a favorita. Era descer do trem da Sorocabana e pegar o trólei para Parnaíba ou para as festas de Pirapora. De fato, quinze dias depois da inauguração da linha, no final de julho de 1875, a estrada já oferecia trens especiais para os romeiros que se dirigiam a Pirapora na festa anual. Quem não tinha dinheiro ia a pé mesmo, ou com carros de boi. Afinal, se os antigos bandeirantes caminhavam até o Tapes, as minas de Cuiabá, de Goiás Velho e até o Piauí, por que não podiam andar onze ou vinte quilômetros até Parnaíba ou Pirapora? A estrada Barueri-Parnaíba passaria a ser a mais movimentada da vila a partir de agora. Em 1880, o Governo Provincial já liberava verbas para a sua recuperação. A Sorocabana foi também um fator preponderante na decadência da Aldeia de Barueri, que, aliás, já não era grande coisa na época, e na Estrada Real de Ytu, pois a ferrovia não somente a acompanhava lado a lado entre o atual bairro de Presidente Altino e a estação de Jandira, como ainda a segue de longe até Sorocaba. Com cargas e, portanto, tráfego reduzido, seu antigo leito começou a ser abandonado nesta época, somente se recuperando na parte urbana a partir de 1922, quando foi aberta a Auto Estrada São Paulo a Mato Grosso, atual Estrada dos Romeiros. Com todas essas modificações nos anos 1970, não é difícil também imaginar que a estrada “de dentro”, aquela que vinha pelo Mutinga e pela fazenda Tamboré, deixaria de ser utilizada para acesso a Parnaíba.
Começaria em 1890, poucos meses após a República, uma novela que se prolongaria pelos quarenta anos seguintes, relacionada à construção de uma via férrea ligando a Sorocabana à vila de Parnaíba. O primeiro a pedir a concessão de uma linha de bondes de bitola estreita de Barueri a Pirapora foi o engenheiro Antonio Manoel Bueno de Andrade, então senador pelo Estado e que poucos anos mais tarde foi o responsável pelo projeto da linha da Estrada de Ferro Araraquara, aberta ao tráfego em 1898 e que se tornou a quarta ferrovia paulista em extensão. A ele foi concedido pela Câmara esse direito e também de uma linha telefônica, em 28 de agosto desse ano. Em dezembro, um tal José Maria de Santa Fé pede a mesma coisa, mas sem os telefones. O pedido foi negado, por já existir um cidadão concessionado. Logo depois, outro cidadão, Eufrosino Marques da Silva, este de família de tradição na vila, pede uma concessão para as linhas telefônicas ligando Barueri a Parnaíba. A Câmara afirma que não tem competência para decidir sobre isso  – embora tenha concessionado Bueno de Andrade no ano anterior para o mesmo serviço. Quase ao mesmo tempo, Joaquim Marques da Silva pediria concessão de uma linha de bondes de Parnaíba a Cabreúva. Foi negada, por já existir a concessão de Bueno de Andrade. Outra concessão foi pedida em fevereiro de 1893 para uma linha de bondes de Barueri a Pirapora. Foram quatro concessões pedidas em três anos, somente uma foi aceita, e nenhuma efetivada. Quanto aos telefones, não se tem nenhuma indicação de quando foi instalada a primeira linha na vila. Havia, no entanto, diversos motivos possíveis para que a ferrovia não fosse construída. Na verdade, não se sabe o que aconteceu com as intenções de Bueno de Andrade; afinal, ele mesmo poderia ter desistido da concessão por motivos alheios à própria cidade, como, por exemplo, interesses mais convenientes em outros lugares, como na E. F. Araraquara - popularmente chamada de "Araraquarense". O fato foi que diversas concessões foram negadas devido à dele; teriam estas outras sido levadas a cabo se Bueno de Andrade tivesse transferido a eles sua concessão? A novela, entretanto, continuaria quando da chegada da Light, sete anos depois.
Nas caieiras de Rodovalho, a indústria crescia. Em 1886, produzia 6 a 7 mil tijolos e 5 mil telhas por dia. Por causa da produção da cal, decidiu-se em 1887 pela produção de papel, devido à falta do produto no mercado paulista. Para isso, construiu uma ferrovia dentro da Melhoramentos, com 1,05 m de bitola, comprou locomotivas e fabricou os próprios vagões. As pedras para as construções vieram do morro do Tico-Tico, em seus terrenos; o resto foi importado. No início produziu papel artesanal, como era costume na época. Finalmente, em 1890, ele inaugurou ali a primeira fábrica de papel industrializado do Brasil. Em Parnaíba. A vila tão atrasada no tempo teve essa honra. Que ironia, principalmente porque nesse tempo, os documentos da empresa não mostravam o nome do município na qual estava sediada. O jornal O Estado de S. Paulo, em sua edição de 20 de abril de 1890, um domingo, publicou em artigo de primeira página a visita do Governador e diversas personalidades políticas do Estado e da Capital de São Paulo, que desceram do trem da Inglesa na estação de Caieiras por volta das 7 e meia da manhã. Os ilustres visitantes tomaram café e depois o bonde a vapor até a ponte sobre o rio Juqueri (divisa com Parnaíba), embarcando em duas lanchas rebocadas por um vaporzinho, que seguiu por três quilômetros rio abaixo, desembarcando nos edifícios ainda em construção da fábrica de papel. Entre as “pessoas ilustres”, absolutamente nenhum representante do município de Parnaíba. Ninguém sabia – e, pelo visto, nem queria saber – que a empresa estava em um município que não era São Paulo. Só Parnaíba sabia, mas o acesso era tão difícil para quem estava na vila que o controle sobre as atividades era negligenciado. Talvez por isto, em 1896 a Câmara tenha enviado um agente  seu para fazer um levantamento das unidades do complexo, com o objetivo de arrecadar impostos. A pergunta é: antes não cobravam? Teriam sido 19 anos sem cobrança?
Em setembro do mesmo ano, o Coronel fundaria a Companhia Melhoramentos de São Paulo, para absorver toda essa produção variada, especialmente a de papel, e apoiá-la financeiramente, coisa que, sozinho, Rodovalho não conseguiria. A empresa produzia também tijolos e manilhas para a construção civil na Capital, que crescia com uma rapidez jamais vista nos seus quase 350 anos de história. O nome Melhoramentos era uma espécie de franquia, onde um grupo de empresários da Empresa Industrial de Melhoramentos no Brasil criava empresas com o mesmo nome nos Estados, substituindo o “no Brasil” por “de São Paulo”, no caso, adquirindo ações da empresa criada ou comprada. Em Parnaíba, Rodovalho passou a ser um dos sócios da nova empresa. Porém, lutou com inúmeras dificuldades nos anos que se seguiram, quando a Melhoramentos quase teve de ser fechada, em 1896. Em 1900, sobrevivendo à crise, Rodovalho não teria mais como se manter na diretoria. Vendeu suas ações aos seus sócios e foi aplicar seu dinheiro na sua fábrica da estação da Sorocabana que levava seu nome, em Sorocaba: Rodovalho. Essa fábrica foi mais tarde vendida ao Grupo Votorantim; hoje, cidade e estação têm o nome de Alumínio, que é o que a fábrica produz atualmente.

### Terras desertas
Se hoje em dia o município tem muitas terras ainda em estado virgem, o que dizer dessas terras virgens no século XIX? Municípios que se desmembraram de Parnaíba em meados do século XX nem sequer existiam como povoados. Se Pirapora do Bom Jesus era um bairro afastado visitado todos os meses de agosto por romeiros e Barueri tinha como centro uma pequena aldeia quinhentista antes da chegada da Sorocabana em 1873, as atuais Carapicuíba e Cajamar nem eram pontos nos mapas, com esse nome ou com qualquer outro.
No caso de Carapicuíba, sabemos que o centro da atual cidade formou-se em volta da estação ferroviária, estabelecida nos anos 1920. O nome existia desde o século XVI, quando a Aldeia de Carapicuíba foi fundada, mas, ao contrário da Aldeia de Barueri, ficava mais distante da atual cidade, a cerca de cinco quilômetros. Nos anos oitocentos, a chamada Fazenda Carapicuíba, que tomou o nome do rio (que hoje divide os municípios de Carapicuíba e Osasco e, na época, dividia Parnaíba de São Paulo) e da antiga aldeia, pertencia ao Barão de Iguape, Antonio da Silva Prado, pai de Veridiana Prado e, ao lado do Barão de Antonina, um dos maiores comerciantes de tropas do sul do País. As terras da fazenda, cujos limites eram o córrego Carapicuíba a leste, o rio Cotia a oeste e o rio Tietê (sem a retificação dos anos 1970) ao norte, eram usadas principalmente para abrigar as mulas e gado, servindo de invernada para os animais, onde esperavam por melhores preços em determinadas opiniões. Era ali que ele mantinha seu, digamos, estoque desses animais. Com a sua morte, em 1875, sua filha Veridiana se desfez das terras. Seu interesse maior não eram animais, mas sim, o café que cultivava nas fazendas do Oeste Paulista, em Mogi-Mirim, Ribeirão Preto e Santa Cruz das Palmeiras. Quanto ao seu pai, morreu coincidentemente ou convenientemente no mesmo ano em que os trilhos da Sorocabana iniciavam o desmonte do transporte de tropas do sul para São Paulo, por motivos mais do que óbvios. Em 1908, a feira de Sorocaba teria sua última edição. A Fazenda Carapicuíba foi vendida seguidas vezes nos anos seguintes, até que, em 1903, foi vendida a Dionísio Cerqueira. Por ter passado de dono em dono tantas vezes em trinta anos, a fazenda não teria recebido investimento algum... muito pelo contrário, provavelmente.
Em Cajamar, nem o nome existia. O povoado da Água Fria, centro do atual município, somente se formou em 1925. As caieiras do Pires eram, provavelmente, o centro mais próximo com alguns habitantes, mas o nome não é citado antes do final do século XIX. Devia ser uma área com caieiras isoladas, ao norte do rio Juqueri-Guaçu, praticamente desabitado entre esse rio e a divisa com Jundiaí. A oeste, o Jundiavira e o bairro de Pirapora e a leste as caieiras de Antonio Rodovalho, a futura Melhoramentos.
Mesmo a Fazenda Tamboré, a leste do município, era um local com pouquíssima concentração de habitantes. Ao norte, áreas que mais tarde foram adquiridas pelos Byington eram, também, campos de criar do Barão de Iguape, assim como suas terras ao sul, em Carapicuíba. A divisa com São Paulo, na época era a mesma de hoje: o córrego do Itaim. Mais ao sul, o Mutinga, e ao sul do Tietê, o córrego Carapicuíba. Áreas quase desertas, assim como a região do Coruruquara, já povoada com pequenos sítios de criação de gado e de culturas de sobrevivência, junto à divisa sul e oeste, com Cotia e Araçariguama.

### Caminhos desertos
Como já dito, havia duas formas de se alcançar a vila a partir da Capital: pelas chamadas estradas “de dentro” e “de fora”. Estes nomes, bastante antigos, existiam em algumas citações ainda no início do século XX. O Caminho de Dentro  começava na antiga ponte sobre o rio Tietê, hoje na Vila Anastácio, por onde cruzava o “Caminho para Jundiaí”, depois Estrada Velha de Campinas, e prosseguia pela estrada do Mutinga, alcançando o município na então divisa entre a Capital e Parnaíba, nas divisas da antiga fazenda Tamboré, prosseguindo por dentro desta e depois pelo atual Tanquinho, costeando a margem direita do rio Tietê até chegar à antiga ponte da Meatinga, também sobre o Tietê. A segunda, a “de fora”, vinha pelo aldeamento de Pinheiros, cruzava o rio Tietê no Butantan, dali seguindo pela “Estrada Real de Ytu” até a Aldeia de Barueri, onde era a divisa com o município de Parnaíba  e se cruzava novamente o rio por balsa. Dali seguia por um trecho muito parecido ao da atual Estrada dos Romeiros para chegar a Parnaíba. Em 1836, o mapa das estradas da Província mostrava a estrada para Parnaíba vinda de São Paulo ainda como sendo a estrada “de dentro”, com 8 léguas; a estrada “de fora” era a Estrada Real de Ytu com uma ramificação para Barueri, no caso, a Aldeia. Claramente, até então, a estrada “de dentro” era a mais utilizada, mas isso se alteraria mais tarde.
Bernardo José de Lorena, um dos sucessores do Morgado de Mateus, construiu a Estrada do Lorena, para unir o planalto a Santos, substituindo o velho e obsoleto Caminho do Padre José. Era uma estrada moderna para os padrões da época e comparável às melhores estradas europeias. Para isso, pediu a contribuição das Câmaras das vilas do planalto, alegando que todos tirariam vantagens dela. Parnaíba, que praticamente nada exportava, teve de contribuir também, fato que ajudou a deixar mais problemáticas as finanças do município.
Havia, claro, diversas estradas e trilhas, verdadeiras picadas, que levavam aos sítios próximos ou às cidades. Dos fundos da Matriz seguia a estrada para Aldeia de Barueri e que encontrava o Caminho Real de Ytu nas proximidades da atual estação ferroviária de Antonio João. O Caminho Real, também chamado de Estrada de Ytu ou Estrada Velha de Itu – este último, após a abertura da rodovia São Paulo a Mato Grosso, atual Romeiros, em 1922 – partia de São Paulo, cruzando o rio Pinheiros pela ponte do Butantan, seguindo pelas atuais avenidas Corifeu de Azevedo Marques (em São Paulo) e dos Autonomistas (em Osasco), Rui Barbosa (em Carapicuíba), rua Anhanguera (Barueri) e, a partir de onde hoje fica a estação ferroviária de Barueri, acompanhava o rio São João (ou rio Barueri) até um pouco antes da atual estação ferroviária de Jandira. Ali ela cruzava o rio São João (lembrando que, a partir de 1875, a linha da Sorocabana passou a acompanhar o caminho desde a estação de Comandante Sampaio, em Osasco, até Jandira) e passava a corcovear até encontrar as fraldas da Serra do Itaqui, depois o Ambuitá, passando pela histórica Capela do Coruruquara no trecho de um quilômetro apenas onde ela passava dentro do município de Parnaíba outra vez, para logo em seguida entrar em Araçariguama na divisa tripla entre os dois municípios e o de Cotia, no local denominado Paiol, junto ao córrego do Sabiá. Daí seguia para Araçariguama e, depois, para Itu. Os trechos entre Jandira e o trevo atual do km 31, na rodovia Castelo Branco, e outro, desde o Ambuitá até Araçariguama ainda existem como estradas mal conservadas com pequenos trechos asfaltados, sendo que, em determinados pedaços há placas com o nome Estrada Velha de Itu. O trecho que passa junto à fralda do Itaqui já virou história.
Da rua Suzana Dias partia o caminho para a ponte da Meatinga, sobre o Tietê, ponte esta em local mais a montante da atual, no local onde se juntavam os dois grandes braços do rio divididos pela ilha de Santo Antonio, que existia por ali. A atual rua Coronel Raimundo já deveria existir também, levando à chamada “praia” do rio, entre a ponte e a Cachoeira do Inferno. Da ponte para a frente, seguia o caminho que passava pelo morro do Vacanga, origem da atual Tenente Marques, que levava aos bairros ao norte do município, incluindo a atual área de Cajamar, e também à região da fábrica da Melhoramentos e, mais além, para Jundiaí.
Para oeste, a Estrada de Araçariguama partia da frente do Mosteiro, percorrendo as atuais rua Anhanguera, Estrada do Suru e Estrada da Capela Velha, encontrando a Estrada Real de Itu próximo à atual pedreira de Santa Rita, hoje no município de Araçariguama. Essa estrada hoje é conhecida como Estrada do Suru e, no trecho mais próximo à Rodovia Castelo Branco (construída nos anos 1960), como Estrada da Capela Velha. Em Santa Rita, havia (e ainda há) uma bifurcação que levava para São Roque, passando pelo Sítio Santo Antonio, onde existe até os dias de hoje uma casa bandeirista com sua igreja, tombadas e conservadas pelo IPHAN.
Pela atual rua Treze de Maio seguia o caminho para a Capela de Pirapora, como se chamava então o maior aglomerado urbano do município, descontando-se a sede. Tendo o bairro se instalado em 1725, a estrada deve datar dessa época. Ela basicamente deveria seguir pelo mesmo percurso atual da Estrada dos Romeiros, afirmação válida a partir do encontro da rua Treze de Maio com a atual estação rodoviária, que pode ter sofrido desvios de rota diversas vezes, inclusive na época da construção e abertura da barragem de Pirapora no rio Tietê (1954).
No extremo nordeste do município estava o caminho dos Goiazes, que, com algumas modificações, viria a se tornar o “caminho para Jundiaí” e depois, a Estrada Velha de Campinas. Ela adentrava o município quando cruzava o rio Juqueri ao lado da estação ferroviária de Caieiras, no sentido norte. O seu leito acompanhava tanto o rio Juqueri quanto a linha da São Paulo Railway, esta instalada em 1867. Por ali seguia até adentrar o município de Jundiaí, tomando o rumo, depois, do norte do Estado com seu percurso bem definido por historiadores. Em Parnaíba estava situado o pouso de Juqueri.
Todas essas estradas ou trilhas descritas acima sofriam mudanças de percurso, às vezes, pequenas correções, às vezes, mudanças significativas, causadas por uma série de fatores. Como não eram pavimentadas, bastava ficarem abandonadas por alguns meses, por qualquer motivo que fosse, para que já se enchessem de mato. Um dos motivos que levava a fechamentos de passagens está bem descrito a seguir: Em 1893, moradores do Cururuquara, juntamente com os do Suinanduva, região dentro do próprio bairro, reclamaram à Câmara  que “um caminho de servidão pública que existia há mais de 60 anos e da qual sempre se serviam para irem e virem à vila e para a Capital” teve seu livre trânsito fechado com porteiras a chave pelo cidadão Malaquias Pires de Morais, que, ali havia adquirido terrenos pouco tempo antes. O abaixo-assinado encabeçado por um certo Jesuíno Pinto Pedroso, pelo visto, não teve nenhuma providência tomada, pois, em setembro, novo requerimento chegou aos vereadores, agora por Antonio Augusto de Camargo, acerca do caminho que ia à vila da Cutia (hoje, Cotia) – ou seja, o mesmo caminho, citado agora com outro nome. O mesmo Malaquias havia trancado no Suinanduva “o caminho aos moradores que dela se utilizavam” e nestes se incluíam o acesso a uma roda d’água e a um alambique na Estação da Cutia (hoje sede do município de Itapevi), que agora “não podem agora transportar para outros sítios sua produção”. Um vereador e um fiscal foram então enviados ao sítio do Malaquias. Este tipo de procedimento, o da colocação de porteiras ou de outros artifícios para “fechar” estradas era comum na área rural, longe de fiscalização de qualquer natureza. Este era um dos motivos para que estradas “mudassem” de leito, dificultando em muitos casos o entendimento de documentação antiga que se refere ao seu percurso. Alguns casos eram resolvidos, outros não. Em 1894, um ofício  à Câmara, de José Ignácio de Araújo, inspetor de caminho, comunicava que já estava pronto o “caminho que desta vila vai ao Coruruquara”. É possível que esta tenha sido a solução encontrada para resolver o problema criado por Malaquias. Se realmente for como entendemos pelas anotações, esta estrada teve seu rumo alterado naquele momento. Qual seria esta estrada? Poderia, na verdade, ser a própria estrada de Araçariguama. Poderia, também, ser uma das estradas que, saindo da estrada citada, se dirigissem ao Cururuquara pela fralda sul do Itaqui, das quais hoje ainda existem pequenos trechos em uso. Típico caso de mudança de rumo de uma estrada.
Outros casos não teriam solução tão simples assim. Na estação de Barueri, um tal Manuel dos Santos Garcia interditou, em dezembro de 1896, com um valo, um caminho que levava ao bairro – e que não era a estrada que o ligava a Parnaíba, segundo explicado –, prejudicando moradores do bairro, fez os vereadores irem até lá para remover a porteira, depois de várias tentativas de acordo. Além da porteira, o representante da Câmara, ajudado por moradores, cobriu o valo de terra, abrindo de novo o caminho. Garcia apareceu e dirigiu diversos “impropérios” a todos, sendo então preso. Porém, em junho, Garcia intimou a Câmara a comparecer a audiência em que ele a processava (Atas, 1895 a junho de 1896). No caso movido contra Manuel Garcia por ter desmontado uma ponte em Barueri, há acusações e desmentidos de parte a parte. Não se sabe quem foi condenado, mas o processo de fechamento de estradas unilateralmente continuava muito comum na vila.
Existiam vários outros motivos para este fenômeno: alagamentos, atoleiros, desmoronamentos, arraste por aguaceiros e necessidade por acerto com donos de terrenos. Na prática, não era difícil mudar o rumo de uma trilha, bastava cavar outra, ali próximo. Não havia pavimentação, mesmo, e a conservação praticamente não existia. Havia um “inspetor de caminho” que emitia “faturas de caminho”, que seria o que tomava conta destas estradas para a Prefeitura. Pelo que entendemos, ele seria a pessoa que cuidaria da manutenção de uma determinada estrada e mandaria a fatura para a Câmara, que o reembolsava. Aparentemente, não havia cobrança de pedágio por estes cidadãos, pelo menos, de forma legal. Tudo o que está relatado acima ocorria não apenas em Parnaíba, mas também em todo o território nacional. Mesmo estradas de tráfego freqüente estavam sujeitas a isso, e o principal motivo para que se deixasse que as mudanças ocorressem era o isolamento desses caminhos desertos, apenas em alguns pontos passando por fazendas distantes ou no meio de pequenos povoados, que muitas vezes apareciam exatamente pela existência desses caminhos.

### A Vila e a República
A República chegou em 15 de novembro de 1889 para o Brasil e para Parnaíba. Era já esperada, com todos os fatores que, depois da proclamação, pareciam tão óbvios para servirem de motivos: um Imperador doente, uma herdeira casada com um príncipe consorte longe de ser admirado, fazendeiros descontentes com a abolição da Escravatura, rusgas do Império com a Igreja, fortalecimento da classe militar com a vitória na Guerra do Paraguai e fortes campanhas republicanas pipocando por todo o Brasil. Na verdade, pouca coisa mudaria a curto prazo. O Imperador foi para o exílio na canhoneira Alagoas. O Conde D’Eu também seguiu, na canhoneira Parnaíba. Nada a ver com a vila, mas com o rio do Nordeste, nomeado por parnaibanos desta vila duzentos anos antes. Assim como também nada tinha a ver com esta vila o título do Visconde do Parnaíba, Antonio de Queirós Telles (Jundiaí, 16 de agosto de 1831 – Campinas, 6 de maio de 1888), mas sim com o rio Paranaíba, divisor de Minas Gerais e Goiás: notar que o rio era chamado indistintamente de Parnaíba e de Paranaíba, assim como a vila, naqueles tempos. Antonio de Queirós Telles foi, entre outros, Governador da Província de São Paulo e Presidente da Companhia Mogiana de Estradas de Ferro.
O Estado de São Paulo, ex-Província de São Paulo, tinha, na aurora da República, cerca de dois milhões de habitantes e cerca de 110 municípios, onde parte tinham cidades como sede e parte vilas. De acordo com Urias M. da Silveira, o Estado de São Paulo, em 1889, “tem por capital São Paulo, com 60.000 almas, com uma academia de direito, muitas fábricas, um comércio ativo, e ponto de partida de diversas linhas férreas a vapor que cortam o Estado em todas as direções, comunicando-se com a cidade de Santos, importantíssimo porto de mar alfandegado. A cidade de São Paulo caminha de dia para dia para uma prosperidade sem fim, que a tornará mais tarde uma das maiores e mais importantes dos Estados Unidos do Brasil. Nela reflete-se o progresso do seu território. As cidades mais importantes são: Cunha, Paraibuna, São Luiz (do Paraitinga), Jacarehy, São José dos Campos, Caçapava, Taubaté, Pindamonhangaba, Guaratinguetá, Lorena, Queluz, Silveiras, Areias, Bananal, Ubatuba, São Sebastião, Mogy-Mirim, Pirassununga, Caconde, Casa Branca, Sapucahy-Mirim (Batatais), Franca, Mogy das Cruzes, São Roque, Itu, Porto Feliz, Tietê, Sorocaba, Jundiahy, Capivary, Piracicaba, Campinas, Atibaia, Bragança, Amparo, Limeira, Rio Claro, São Carlos do Pinhal, Araraquara, Itapetininga, Faxina (Itapeva), etc, etc”. Parnaíba estava no “etc, etc”. Afinal, era apenas uma vila, e das pequenas.
A vida continuou igual em Parnaíba e em outras vilas e cidades; mais ainda em Parnaíba. Uma vila tão antiga e tão desabitada pelos fatores já expostos, tão isolada por falta de boas estradas, tinha certamente seu orgulho de um passado glorioso e tão cantado pelo País afora. As tradições eram muito fortes, ao contrário das novas cidades que pipocavam pela Província afora, com um rico potencial, terras fecundas e nenhum passado. Talvez por isso as inovações que chegavam tivessem tantas dificuldades para ser implantadas.
A dificuldade de acesso ao nordeste do município podia ser mensurada sabendo-se que, a 17 de agosto desse mesmo ano de 1896, um fiscal do município de Jundiaí, armado e acompanhado de força armada, invadiu terras do município para cobrar impostos em estabelecimentos no bairro dos Cristais (hoje em Cajamar). A Câmara protestou... na sua sessão de 16 de novembro Três meses, o que significa que a notícia chegou pouco antes da sessão. Assuntos de divisas entre Parnaíba e Jundiaí vinham de havia muito, e havia um acordo entre os dois municípios em 1855 que havia colocado um pouco de paz entre eles. Porém, o crescimento de Jundiaí, muito maior do que o de Parnaíba nesses quarenta anos, dava-lhe a facilidade de chegar àquele ponto da fronteira e usar isto de forma, digamos, pouco ética.
Não pensemos, porém, que não houve crescimento em Parnaíba: o progresso ia chegando aos seus bairros, percebido pelas notícias que afloravam. Como os vereadores da cidade moravam todos na vila, ou muito próximo a elas, em sítios, as notícias dos bairros espalhados por todo o então amplo território municipal somente chegavam por alguns moradores, ou pelos inspetores de quarteirão, que, à frente, serão descritos. A ilha do Funil teve um pedido de aforamento à Prefeitura feito por um certo Benedito José de Almeida. Havia uma infinidade de pequenas ilhas entre a Cachoeira do Inferno e a ponte de madeira, sendo que a maior parte delas era minúscula: a maior era a Ilha de Santo Antonio, bastante grande em relação às demais, de forma que se podia afirmar que o rio se abria em dois braços estreitos para circundá-la e alcançar a ponte. Qual seria a ilha do Funil? Não sabemos, mas poderia até ser a ilha maior, já que nomes, na época, eram dados não muito fixos ou oficiais. Todas essas ilhas faziam parte do bairro do Porto da Meatinga, que também crescia, devagar, mas crescia. Além dele, havia notícias do Pitangal, onde havia uma ponte que levava ao bairro dos Fernandes: havia que consertá-la. Supostamente, essa ponte estaria na estrada de Araçariguama, atual estrada do Suru e era um ponto chave para quem quisesse ir à Capela Velha, Fernandes, Suru e Cururuquara.
O segundo centro em população na vila era a Capela de Pirapora, povoação fundada em 1725 e agora promovida a distrito de Parnaíba em 1892, pela lei estadual de número 66, em 17 de agosto desse ano. O afluxo de romeiros para visitar a imagem de Nossa Senhora Aparecida aumentara muito nos últimos anos. Com eles, o comércio e a população também. Quatro anos após a Sorocabana ter colocado trens para Barueri, tornando muito mais rápido mais da metade da viagem para Pirapora, o Padre Lessa, antecessor do Padre Miguel Mauro, iniciou a construção da Casa do Romeiro, para recebê-los no povoado, que acolhia a todos para dormir no interior da pequena capela. Na mesma época, Dom Lino Deodato de Carvalho, bispo de São Paulo por mais de vinte anos, era um entusiasta do lugar, sempre comparecendo a suas festas. Está claro que a linha férrea e a admiração do bispo levaram ao investimento não somente na Casa do Romeiro, mas também na ponte sobre o Tietê: enquanto a vila possuía uma alquebrada ponte de madeira, Pirapora ganhou sua ponte de metal com auxílio da Câmara e da Igreja. O contrato para sua construção foi assinado em 1880. Com todas as melhorias, em 1892 a promoção a distrito não foi uma surpresa. Os limites do distrito foram estabelecidos ao norte do município, a partir do rio Juqueri-Guaçu e do morro do Voturuna até a divisa com Jundiaí. A noroeste, o velho bairro chamado de Capela de Pirapora mudou o nome para Distrito de Pirapora, e quatro anos depois, o estabelecimento ali de monges belgas (1896), por um convênio com a Abadia de Averbode, na Bélgica, para fundar o Centro do Apostolado Premonstratense, deu anos depois origem ao famoso seminário da cidade. Na época, os monges descreveram o bairro, “um lugarejo de umas cem casas, com mil habitantes, se tanto, cercado de montes áridos e escarpados, sem outra poesia que não os murmúrios monótonos do Tietê, sobre cujas águas se assenta. Isolado, arredado de comunicação fácil com as cidades paulistas de Itu, Jundiaí, São Paulo e outras que lhe ficam  em derredor, o meio mais cômodo de o atingir era, no tempo em que os primeiros padres lá foram – da estação de Barueri, na linha Sorocabana – a baldeação para o trole, o carro de bois ou o costado da cavalgadura que os conduzisse até a vila por uma péssima estrada de rodagem de quatro léguas de extensão (...) o fato é que São Paulo em peso fala com respeito nos milagres do Senhor Bom Jesus de Pirapora, e que essa tradição criou no mundo mais um desses santos lugares de romaria, piedade e fé, lugares de que quase todos os países se ufanam como tradições nacionais”. Apesar de todas essas dificuldades, em 28 de dezembro de 1897 Pirapora, antes subordinada à paróquia de Parnaíba, passou a ser paróquia também – mesmo sendo apenas um distrito de Parnaíba. Igreja e Estado foram separadas com a proclamação da República.
Alegria em Pirapora, decepção na vila de Parnaíba: o padre mais popular da história da vila foi removido, no final de 1896, para a paróquia de Tietê, causando revolta na população. Cite-se que o vigário foi também vereador por muitos anos na cidade, mesmo sendo italiano e padre. Seu sucessor, o Cônego Rafael Goris, foi praticamente expulso da cidade depois de muitas discussões com os fiéis. Era muito enérgico, até demais; sérios desentendimentos resultaram em que o povo tomasse-lhe as chaves da nova igreja, quando ele não permitiu que o padre Mauro cantasse uma missa em uma festa religiosa da cidade. Rafael retirou-se da vila em 1897.
A Estação de Barueri – assim se chamava o bairro, em 1893 – crescia e, em 11 de novembro desse ano, inaugurava a capela de São João Batista, com missa celebrada pelo amado Padre Miguel Mauro, que foi construída em frente à estação da Sorocabana. Também novos pedidos de escolas mostram alguns bairros rurais já mais populosos. Não é difícil saber por que mais de 70% da população brasileira nessa época era analfabeta. Em 1895, a vila pede ao Congresso Estadual “que, por haver avultado número de meninos sem instrução nos bairros do Medeiros, do Suru e do Jundiavira, vem pedir-vos a criação de cadeiras primárias para o sexo masculino” nesses bairros”. Um ofício à Câmara, de um professor da Escola Provisória do Bairro da Boa Vista, afirmava – seria uma denúncia? – que um morador do bairro, José Ignácio de Araújo, tem a guarda de mobília escolar. A Câmara tem de interceder para que ele a ceda ao professor contra um recibo de entrega. Em 23 de agosto de 1897, foi efetivamente instalada e aberta a Escola Primária no bairro do Suru, com 12 alunos, todos meninos. No final do ano havia 18 alunos e no final do ano seguinte (1898), já eram 32. Das outras, não se teve notícias da instalação. O Medeiros era um bairro localizado próximo ao atual centro da cidade de Cajamar, que, aliás, nem existia na época. O provável motivo do aumento da população nesses bairros seria a exploração cada vez maior da pedra calcária e, no caso do Suru, a produção e venda de hortifrutigranjeiros para abastecer a sede da vila e outras localidades. É também desse época a primeira referência ao bairro do Vau, que tanta importância teria para Parnaíba durante boa parte do século XX.
O problema continuava sendo o transporte dessa produção. As estradas eram muito ruins e os meios de transporte eram tão simples quanto os carros de boi, vagarosos e pouco resistentes às condições das vias públicas. Os consertos das pontes existentes pelo município eram freqüentes e custosos. Sobre o rio Juqueri-Guaçu havia já pelo menos três, duas sobre o Tietê, onde, curiosamente, a melhor era a ponte metálica em Pirapora, de baixíssimo custo de manutenção, e a outra era a ponte de madeira da vila, constantemente levada pelas águas e sem poder ser usada, tendo que, nesses períodos infindáveis, de se usar as vagarosas balsas para se cruzar o rio. Em 1892, a ponte estava lá, mas em 1896, já não mais – as balsas voltavam à atividade. (Atas, 8 de julho de 1895 – p. 110). A Câmara pede à Secretaria da Agricultura do Estado a construção de uma ponte sobre o rio Tietê na estrada que leva esta vila à cidade de Jundiaí. “É sensível a falta que faz a ponte, sendo ela o único caminho para essa cidade”. Mas já não era a sua principal entrada, que era por Barueri. Em 1897, é aberta concorrência para a construção da nova ponte. Não se acharam referências, no entanto, de quando esta teria ficado pronta, mas sabe-se que continuaria sendo feita de madeira.
Os bairros a leste do rio eram os mais sofridos com a precariedade da travessia do Tietê, melhorando a situação quanto mais próximos eles estivessem da Inglesa, em Caieiras, ou da Sorocabana, em Barueri. O Suru não ficava tão longe da vila, e tinha a segunda estrada em importância da vila, a Estrada de Araçariguama, que vinha direto para a sede... com a ponte do Fernandes e a do Itaim sempre em conserto. As fazendas Tamboré e Bela Vista, que criavam gado, cavalos e plantavam cana em alguns pontos, bem como outros produtos, provavelmente escoavam sua produção pela Sorocabana, mas algo sempre tinha de ir “para o outro lado do rio”, além do que seus moradores e proprietários sempre tinham assuntos a tratar na vila. Em 1897, um dos vereadores, que morava na sede da Fazenda Bela Vista (também chamada de Votucavaru, devido a ter o morro mais alto da região, com esse nome, dentro dela), afirmava que preferia fazer o trajeto para a vila pela estrada diretamente de sua fazenda (a Estrada da Bela Vista, cujo trecho mais visível hoje é a Estrada do Lula Chaves) do que dando a volta pelo “caminho de dentro”, que era a estrada que seguia junto ao Tietê para a Fazenda Tamboré (e depois para São Paulo pelo Mutinga), passando pelo “Portão da Telha”, local que ficava na foz do córrego do Barreiro (hoje no ponto exatamente entre os Alphavilles 4 e 5). Tinha ele a escolha entre duas estradas ruins. A partir do início do século XX, começou a aumentar muito o corte da lenha, sendo que parte ia para a venda à Sorocabana como combustível das locomotivas a vapor – fato que, com a Guerra Mundial, aumentou exponencialmente – e parte era exportada para a cidade de São Paulo, para fogões a lenha e para aquecimento de uma cidade ainda muito fria. Nem é necessário dizer como isso desmatou o município inteiro, pois o corte era realizado indiscriminadamente. A Câmara e a Prefeitura incentivavam o corte, pois faxavam impostos sobre a lenha exportada, fonte de renda para o município. Tal fato se repetiria no Brasil inteiro.
E o restante da infra-estrutura parnaibana no final do século XIX? A vila se abastecia de água por chafarizes. Em maio de 1891, os chafarizes da cidade estavam secos  – deve ter sido ano de seca. Não havia alternativa. As roupas deveriam ser lavadas no Tietê – afinal, se em São Paulo se lavava roupa no Tamanduateí, por que Parnaíba não lavaria suas roupas no Tietê? No interior, era dia de festa quando as famílias levavam toda a filharada (haja filhos, nessa época!) para lavar roupa no rio – era o piquenique de então. Por que não em Parnaíba? Não havia esgotos, as águas servidas corriam a céu aberto. Não havia médicos. As epidemias, quando chegavam, eram bastante sérias. Nisso a cidade tinha alguma vantagem por ser tão isolada – os doentes também não vinham de fora. Em setembro de 1892, começou um surto de varíola em diversos bairros de Parnaíba. Os primeiros casos foram relatados em 3 de setembro e comunicados ao Governo Estadual. No final desse mês, no bairro do Salto (local não identificado) já havia tratamento de variolosos. Em meados de outubro, o surto continuava e se pedia o fechamento das escolas no município e um lazareto para os variolosos. Em novembro, havia enfermeiros para variolosos no Sítio do Ipanema, na Estação de Barueri e nos bairros do Lageado (ao longo do alto córrego do Lageado, na Fazenda Vacaria) e do Barreirão (seja lá onde este bairro fosse). No final de dezembro, havia doentes em Pirapora. Em 1893 já não se falava mais da epidemia, embora no final de 1895 a doença voltasse a se manifestar no município. Não havia transporte público, exceto o trolei para levar ou buscar passageiros na Estação de Barueri, e, mesmo assim, pode-se imaginar que o preço de uma passagem nos troleis era muito alto para a maioria da população. Andava-se mesmo de carro de boi, a cavalo e principalmente a pé. Andar 15 ou 20 quilômetros de um bairro para a vila era comum e visto com naturalidade.
Em 1891, a Câmara somente autorizava enterros no cemitério “novo”, pois o velho achava-se em completo estado de ruína (30 de maio de 1891). Nessa época, começava-se a pensar na construção de uma capelinha no cemitério. Mesmo assim, o “cemitério velho”, mantido pela Irmandade de São Benedito sobre a colina existente atrás da Igreja Matriz e que deveria ter sido desativado nos anos 1850, quando o cemitério municipal foi entregue, ainda seria utilizado por muitos anos, entrando pelo século XX. A vila tinha seu matadouro, também, como toda cidade ou vila que se prezasse naquela época. Quanto a suas condições, não conseguimos nenhuma informação.
A indústria parnaibana, de toda forma, apesar da fraquíssima infra-estrutura da vila, continuava a se instalar da forma que podia. Um levantamento de 1897 mostrava que novas olarias, caieiras e moinhos de cana se instalavam na cidade, pagando impostos para a Prefeitura. Um dos empreendedores era José Deghi, cuja família permaneceu por muitos anos na cidade, inclusive nomeando um bairro na segunda metade do século XX. Os donos das olarias eram Manoel Marques de Carvalho, Mauro Torres & Cia. e Francisco de Paula Ramos. Um certo Germano Brabic era um dos proprietários de moinhos de cana. Teria sido este o “Germano” do bairro do mesmo nome?
Ao mesmo tempo em que a Câmara apresentava esse regulamento, dois cidadãos, Francisco Antonio Gualco e Antonio Augusto de Souza, obtêm da Câmara Municipal de São Paulo uma concessão para uso e gozo da viação elétrica urbana e distribuição e venda de energia elétrica para luz, força e outros usos industriais. A quarenta quilômetros dali, no centro de Santana de Parnaíba, a pacata cidade nem havia ouvido falar da concessão, nem a ela lhe interessava: ela seguia com suas preocupações mais importantes no momento. Fatos como a inauguração do coreto no ano seguinte (1898), fabricado na Inglaterra, pedido desde 1892 pela Corporação Musical Anhangüera, movimentavam a sociedade, que agora poderia ouvir a banda tocar nos sábados, domingos e feriados no Largo da Vitória, ao lado da nova igreja Matriz. A capela de Santa Cruz, em ruínas, a apenas um quarteirão dali, não importava mais a ninguém: já havia sido demolida havia mais de um ano. Ela ficava na esquina da rua Santa Cruz com a rua da Floresta. Aliás, parece que a esquina não existia, realmente, pois a rua da Floresta – atual rua Pedro Procópio – teria sido aberta apenas por volta de 1910. Da mesma forma, o final da rua Santa Cruz era ali, fazendo, aparentemente, uma curva para encontrar o final da rua da Vitória – atual Bartolomeu Bueno. Um casarão existiria, em princípio, entre as ruínas da velha capela e a chácara da família de Indalécio Correa de Sant`Anna, como veremos mais tarde. Coisas de uma vila diferente de hoje, que ganhou um novo prédio para a delegacia, aberto em 1892. Na porta desse novo prédio foi colocado um sino para tocar todos os dias às 20 horas durante o inverno e às 21 horas durante o verão. Era o toque de recolher (Centro de Memória da Prefeitura; Atas da Câmara, 1892), comum nas pequenas cidades e vilas nessa época. Nesses horários, no entanto, a maior parte da população já deveria estar dormindo, numa cidade sem luz elétrica... também como a maioria dos lugares. Hoje, mais de 110 anos depois, a delegacia atende no mesmo prédio. Bonito, embora pequeno, mantém a harmonia das casas fronteiriças à Matriz no largo histórico da cidade.
Em tempos sem rádio, televisão e Internet, havia de se ter algo para fazer. É verdade que este não era um problema exclusivo de Parnaíba, mas geral. As vilas e cidades da época tinham sociedades culturais e musicais, conservatórios, aulas de dança, bailes para gente rica e para gente pobre, promovidos pela Câmara ou por particulares, na vila ou na roça. O footing na praça – será que ele já existiria em 1893, quando a Sociedade Benemérita, Recreativa e Dramática Parnahybense abriu, em 12 de janeiro, um curso noturno? As aulas eram dadas no salão da Sociedade, todos os dias úteis, das 7 às 9 horas da noite. O salão ficava na rua Doutor Antonio Prado – nome, na época, da atual rua Suzana Dias (curiosamente, a velha rua Direita recebeu o nome de Antonio Prado na última década do século, mas voltou a ser conhecida por rua Direita na chegada do século XX, para somente em 1925 receber o nome atual). Estavam matriculados 23 alunos, todos maiores de 12 anos, em junho de 1892. Não era pouca gente, considerando-se o tamanho da vila e sua população. Esse salão estava, possivelmente, localizado onde hoje está o Cine-Teatro Coronel Raimundo; é possível, até, que seja o mesmo prédio, que teria passado por reformas.
A Delegacia da vila fez, em 15 de abril de 1898, uma redivisão de quarteirões e de seus inspetores. Pelo menos, isso é o que se entende da nota publicada em um livro da Delegacia do qual se achou somente as 11 primeiras páginas, numeradas de 1 a 11. Vinte e cinco inspetores de quarteirão foram nomeados no mesmo dia. Como esses inspetores já existiam – eles eram uma espécie de representantes da polícia em diversos bairros, chamados de quarteirões, não confundamos quarteirões, aqui, com o sentido atual da palavra – pois são citados várias vezes em anos anteriores, o fato de terem sido nomeados novos deles num mesmo dia dá a impressão de ter havido uma reformulação total do sistema no município. É interessante registrarmos os números desses quarteirões para se ter uma ideia da divisão do município nesse tempo, e também os nomes dos inspetores nomeados: 1º - Vila – Benedicto Antonio Rodrigues; 2º - Vila – Desiderio Chrispim de Oliveira; 3º - Fernandes – José Porfírio Fervides; 4º - Suru – José Tiburcio de Oliveira; 5º - Rozario – Hermenegildo João de Oliveira; 6º - Capela Velha – João Antonio dos Santos; 7º - Cururuquara – João José Vieira, nomeado em 15 de abril de 1898; 8º - Suinanduva – Benedicto Nunes de Camargo, nomeado em 15 de abril de 1898; 9º - Itaqui – Pedro Augusto da Silva; 10º - Baruery – Benedicto José de Oliveira; 11º - Baruery – José Lourenço da Cruz; 12º - Baruery – José Augusto de Camargo; 13º - Aldeia – Manoel Antonio Rodrigues; 14º - Juquery-Guassu (Várzea do Souza) – Alypio José da Rocha; 15º - Medeiros e Pires – Emilio José Correa; 16º - Juquery-Mirim – Bento Manoel Penteado; 17º - Cayeiras – Alberto Graf; 18º - Taboão – Thomas Pires de Oliveira; 19º - Olhos D’Água – José Soares de Camargo; 20º - Christaes – Boaventura José de Oliveira; 21º - Ponunduva – Julio da Silva Santos; 22º - Jundiuvira – Francisco Benedicto de Freitas; 23º - Porto Geral e Salto – José Porcino de Oliveira; 24º - Pirapora – Venâncio José Raymundo; 25º - Pirapora – João Antonio da Rocha.
É importante ressaltar que esses nomes, tanto de bairros (quarteirões) e de inspetores eram modificados e trocados constantemente. Portanto, a citação de um número em tempos mais recentes não significa necessariamente o mesmo quarteirão que existia em 1898, assim como o nome de um quarteirão podia se alterar para outro. Note-se que Barueri possuía três quarteirões; a vila e Pirapora possuíam dois cada. O motivo desta divisão feita dessa forma deverá ser um mistério eterno, pois a população da estação de Barueri era mínima comparada com a da vila e a de Pirapora nesses tempos. Da mesma forma, os nomes dos bairros acima não nos dão uma certeza de qual a sua posição exata. Seria a sede do Cururuquara a região em volta da capela de Santa Cruz? E o bairro da Capela Velha, onde concentraria sua maior porção de moradores? Onde seria o bairro do Juqueri-Mirim? Seria este o futuro Gato Preto, cujo nome somente seria lido pela primeira vez em 1912 (pelo menos por estes escritores), posto que o Gato Preto fica à beira do córrego do Juqueri-Mirim? Sabemos, no entanto, que o Juqueri-Guaçu era a Várzea do Souza, por uma explicação nesse sentido dada no mesmo documento. Caieiras, por sua vez, não era a atual cidade com este nome, pois a sede hoje fica na margem direita do rio Juqueri, que, naquela época, era município de Juqueri. A Caieiras de Parnaíba eram as instalações da Companhia Melhoramentos.

### A Vila e a Light
A história do aproveitamento da Cachoeira do Inferno, situada cerca de um quilômetro a montante da vila de Parnaíba no rio Tietê, teria se iniciado por volta de 1895. Já nessa época estudava-se a colocação de bondes elétricos na cidade de São Paulo, que então crescia muito rapidamente e sofria com a falta de transporte público: além das carroças, trolis, etc., tinha bondes... a burro. Esses bondes, da Companhia Viação Paulista, eram lentos, além do que o serviço providenciado pela Companhia, era sofrível e alvo constante de reclamações dos usuários. Fora isto, havia trens a vapor para os subúrbios e cidades limítrofes, da Sorocabana (para Barueri e o oeste do Estado), da Cantareira (para o Tremembé), da Carris de Ferro Santo Amaro (para Santo Amaro, na época, município), da Central do Brasil (para Mogi das Cruzes e leste do Estado) e d São Paulo Railway, que cruzava a Capital de norte a sul, de Jundiaí a Santos. Os bairros que estavam fora dos arredores destas ferrovias não tinham alternativas.
Foi nesse ano e com essa situação que Américo de Campos, de família de ricos políticos do Estado, partiu para os Estados Unidos e para Montreal, no Canadá; onde se encontrou com o Capitão Francisco Antonio Gualco, da Marinha Real Italiana. Quando ambos voltaram para o Brasil, encontraram-se com o genro de Campos, Antonio Augusto de Souza, onde ambos formaram, em junho de 1897, o grupo São Paulo Light, para a construção e operação de linhas de bonde elétricas na cidade de São Paulo. O primeiro prazo que obtiveram para a operação da primeira linha, para a Penha, teve de ser prorrogado, porém. Mesmo assim, requereram em dezembro de 1898 a concessão para iluminação pública e particular, para uso residencial, comercial e industrial da Capital, conseguindo sua aprovação um ano depois, por lei estadual. A esta altura, porém, já tinham conseguido outros investidores com muito mais cacife, todos originários do Canadá e tendo como um de seus líderes o advogado Alexander Mackenzie. Já eram, no final de 1899, a empresa São Paulo Tramway, Light and Power Company. Em outras palavras, a Light, nome pelo qual seria conhecida por quase todo o século seguinte. Mackenzie, Hugh Cooper e o engenheiro Robert Brown. Cooper seria o encarregado de encontrar o local ideal para a construção de uma usina geradora de energia, próxima à Capital. Foi ele que encontrou a Cachoeira do Inferno em 1899. Os canadenses não perderam tempo, começando as obras da construção da usina em junho do ano seguinte.
Antes disso, é claro, tiveram que negociar com a Câmara Municipal de Parnaíba a concessão da cachoeira. Para obter a posse da terra à sua volta, compraram o Sítio do Moinho. Mas que local era este? Segundo o Monsenhor Florêncio, o Sítio do Moinho era propriedade do casal Carlos Lacerda, o exploravam havia anos. A cachoeira – na verdade, uma grande corredeira, não tinha as características clássicas das cachoeiras – chegou a mover os moinhos para o engenho de cana que era explorado pelos Lacerda. Depois de receberem treze contos de reis pela venda do terreno, mudaram-se para uma casa na vila e todo o maquinário que um dia foi continuamente usado foi sumariamente retirado pelos novos proprietários. Aqui, o Monsenhor foi pouco claro em sua narrativa. Segundo se deduz, os novos proprietários não eram a Light. Esses teriam mantido o local em completo abandono, talvez esperando alguém que se interessasse pelo potencial elétrico da Cachoeira do Inferno, que levaria este nome pelo grande barulho que fazia. Mas também não está nada claro quando teria a Light adquirido a área. O fato é que o Sítio do Moinho estava em suas mãos quando a concessão foi dada para o uso da cachoeira pela Câmara de Parnaíba, em setembro de 1899.
O contrato, estabelecido por uma lei municipal, mostrava os direitos e deveres da Light para com a vila de Parnaíba, com a assinatura do Intendente Municipal, Joaquim Marques da Silva, representante de uma das famílias mais antigas e poderosas de Parnaíba. Mas o que poderia ele saber para analisar um contrato desses com canadenses da escola inglesa que tinha larga experiência em negociações com o Brasil desde a Abertura dos Portos? O contrato, em princípio, era vantajoso para Parnaíba. Descontando o problema ambiental de se construir uma barragem e uma usina às portas da vila numa época em que ninguém se importava com esses aspectos, ele prometia luz e energia elétrica à vila, gratuita em alguns casos e 20 por cento mais barata que a Capital em outros. Vale ressaltar que nessa época a luz elétrica era fornecida em parte do dia apenas; à noite, geralmente depois das seis ou das oito horas, ela era desligada e somente religada no dia seguinte. Ao contrário do que se podia esperar, isto não era um problema, visto que as populações já estavam acostumadas com isso, fosse na área rural ou na urbana; por isso, todos dormiam cedo e acordavam também cedo. A maior parte da vida era passada no dia claro. Lembremo-nos que não existiam eletrodomésticos. O fogo e a lenha eram usados para iluminação e cozimento. Na rua, o gás – não era o caso de uma pequena vila como Parnaíba – e o azeite eram utilizados sendo queimados nos postes de iluminação. Temos de saber também que tudo isso era fornecido à vila, a sede do município, pequeníssima, que tinha três largos e nem dez ruas. Todo o resto do município continuaria exatamente igual ao que era: sem luz e sem energia, inclusive Pirapora e Barueri.
Outra cláusula do contrato entre a Light e a municipalidade estipulava que a empresa teria de construir uma linha de bondes “por qualquer tração” ligando Barueri a Pirapora, com uma estação intermediaria em Parnaíba. O fato de ir até Pirapora era claramente para justificar uma linha que passava por uma área com baixa população: apesar de não ter uma população fixa grande, o fluxo de romeiros ajudava a viabilizar essa linha. Além do mais, essa linha de bondes, fosse de que tração fosse (inclusive animal, ou vapor) tinha a vantagem de transportar pequenas cargas também: afinal, a produção agrícola e industrial na região era pequena, mas existia e se ressentia de transporte decente. O Monsenhor Florêncio chama, em seu livro, o contrato de “desastrado”: ora, nele não havia nada de desastrado. Mas como o Monsenhor conheceu a cidade em 1924, quando lá esteve como vigário, é possível que ele estivesse influenciado pelos sentimentos daquele momento com relação aos bondes da Light – que, como se sabe, jamais foram instalados.
O contrato era leonino no que tangia às desapropriações que fossem necessárias à implementação das obras para a construção da barragem e da usina, porém, sem legislações ambientais e também sem grandes ou caras propriedades em volta, não seriam um problema em 1900. A Light poderia, a grosso modo, desapropriar os terrenos que quisesse, fossem eles públicos ou particulares: o que variava nos dois casos era a forma de se fazer a desapropriação. Era bem mais fácil no caso de particulares. Tanto para a construção da linha de bondes quanto para o transporte dos materiais e peças para a usina, um detalhe do contrato estipulava que e que, se a estrada entre a estação de Barueri e a vila não fosse o caminho ideal devido aos aclives e declives acentuados eventualmente existentes, a empresa poderia construir uma nova estrada, usando as suas facilidades para desapropriar terrenos. No caso dos bondes, a Light não tinha a exclusividade da linha e a estrada por onde esta deveria ser construída era a já existente entre Barueri e a vila. E uma cláusula estipulava que a linha somente seria construída se houvesse viabilidade econômica.
Aqui há dois aspectos que devem ser considerados. Primeiro, a viabilidade, mesmo para uma linha esticada até Pirapora, era algo duvidoso; segundo: qual era, na época, o leito da estrada para a estação de Barueri? É interessante se pensar sobre isto, pois era por ali que o pesado maquinário que chegava pela Sorocabana vindo de Santos – tudo era importado, naturalmente – teria de seguir por cerca de 13 quilômetros até chegar ao local das obras. O percurso atual da estrada dos Romeiros, hoje (2008) passa por aclives e declives bastante acentuados e somente encosta por dois curtos trechos no vale do rio Tietê: junto ao centro histórico de Santana de Parnaíba e pouco antes, entre as barras dos córregos do Sítio do Morro e do Lageado. Seria assim no final do século XX? Provavelmente não. A Light teria construído, ou aproveitado uma estrada já existente, que chamou de “via canal”, uma estrada que acompanhava a margem esquerda do Tietê e que, portanto, era praticamente plana. Por que, então, esta estrada não foi mantida como estrada principal? Possivelmente porque os bairros foram se formando longe do rio, devido ao terreno pantanoso e inundável das margens. Além disso, o rio sofreu retificações diversas nos anos 1960 e 1970 no trecho entre Osasco e a barragem de Parnaíba, o que teria eliminado qualquer uso da “via-canal”. Houve também mudanças posteriores no leito do trecho da estrada que hoje é a Romeiros em trechos entre a atual rodovia Castelo Branco e o córrego da Vacaria. Por outro lado, há resquícios da “via-canal” na região do Passa-Dois, próxima à atual divisa dos municípios de Santana de Parnaíba e de Barueri. Finalmente, um mapa de uma linha de bondes proposta por um particular em 1909 mostra leitos tanto da estrada como da ferrovia passando geralmente longe do rio. A Light teria, entretanto, se utilizado da “via-canal”. Os materiais mais pesados tiveram de ser transportados por uma estrada de ferro “móvel”, ou seja, uma locomotiva a vapor puxava um vagão que tinha sobre ele o maquinário e, a cada cem metros, os trilhos eram retirados de trás do pequeno comboio e recolocados à frente do mesmo para que ele pudesse rodar mais um trecho... tal transporte teria sido feito em vinte e oito dias da estação até a usina.
Uma das melhorias na qual a cidade investiu no início do século foi o abastecimento de água – água canalizada. Em 1895, o Estado havia rejeitado um pedido da Câmara para obter verba para a construção de uma rede de água potável. “O que temos é péssima e insuficiente” ou seja, água que, de chafarizes, era levada por canos a algumas casas da vila.
Após estes acontecimentos - o abastecimento de água somente viria na primeira década do século XX e a Light inauguraria sua usina, hoje chamada de "Edgar de Souza" em 1901 - Parnaíba entra no século XX com grandes esperanças de crescimento.

## Século XX

### De 1900 a 1950

#### A ferrovia em Parnaíba
Em 1900, depois de uma longa crise financeira, o Coronel Rodovalho perde o controle da Melhoramentos e deixa a empresa para os seus sócios, que, em 1903, anunciam sua intenção de comprar uma empresa de cal no Vau, onde se produzia 2 toneladas diárias de cal em uma instalação que tinha fornos, escritórios, armazéns, olaria, vinte casas para trabalhadores, pequenos edifícios, trilhos, barcos, animais, ferramentas e até uma padaria. Por 300 mil réis, a compra se deu em 1907. Por outro lado, a Melhoramentos prolonga sua linha férrea particular de forma a cruzar o rio Juqueri-Guaçu e eliminar a balsa que ali havia.Essa balsa ficava no limite municipal (que era o rio) entre Parnaíba e Juqueri, ao lado da estação ferroviária de Caieiras. Lembrar que embora a Melhoramentos ficasse no lado direito do Juqueri, território parnaibano, a estação situava-se no lado esquerdo, território então de Juqueri.
Desde 1875, Parnaíba tinha a sua ferrovia – A Sorocabana – mas ela não passava junto à sede, e sim na estação de Barueri, a treze quilômetros percorridos em uma péssima estrada de rodagem. Aos poucos, esta estrada foi sofrendo pequenas reformas e alguma manutenção, pois afinal a localidade que ela conectava à sede começou com a ferrovia a ter algum desenvolvimento. Com isso, em algum momento não determinado, iniciaram-se serviços de carroças e troleis para a estação tanto a partir da sede quanto a partir de Pirapora, distrito ao qual afluíam muitas pessoas, muito mais que para a sede e especialmente em fins de semana e feriados, para a adoração à imagem de Nossa Senhora. Porém, como era comum nessa época, o caminho da estação para outros locais era percorrido a pé, mesmo, o que fazia com que horas fossem perdidas em vez dos quinze minutos de hoje em dia.
O ideal seria que Parnaíba tivesse a sua linha, o seu ramal férreo. Porém, a cidade não tinha produção e nem população suficiente para tal. A partir de 1890 são conhecidos pedidos de concessão para linhas a vapor ou de bondes com tração animal para Pirapora, com uma estação a ser construída em Parnaíba. Apesar das concessões cedidas no início dos anos 1890, nada acontecia no fim das contas.
Com a chegada da Light and Power em 1900 e a inauguração da usina em 1901 e os contratos assinados, uma cláusula destes obrigava a Light a construir uma linha de bondes a partir de Barueri até a sede da vila. Porém, o tempo passou e a Light não o construía, mesmo com o princípio de fornecimento de luz elétrica gerada pela usina à sede a partir de 1904. Em 1909, a Câmara deu uma concessão para o engenheiro Fausto Ferraz para a construção de uma linha de bondes entre Barueri, Parnaíba e Pirapora. Mais um pedido de concessão para uma ferrovia para ligar a vila à Sorocabana. Essas ferrovias eram geralmente projetadas para virem pelo vale do rio Tietê, somente se afastando dele quando estavam para chegar à vila. A estação terminal seria na parte mais alta da cidade.
A São Paulo Railway, no entanto, que possuía a zona privilegiada do trecho, entrou com um recurso na Justiça para impedir a colocação da linha. Há que se entender que, embora a Estrada de Ferro Sorocabana saísse da sua estação ao lado da Luz em São Paulo para o interior via Barueri, a “zona privilegiada” era da SPR, que para a Sorocabana dera uma autorização especial de passagem por ela para atingir Sorocaba. Neste trecho que passava dentro desta zona, a Sorocabana não podia embarcar material sem autorização expressa da SPR. E isso, em 1909, ainda valia.
No mesmo ano, a situação apresentou uma possibilidade de mudança: um grupo de empresários – Clemente Neidhart, Mario Tibiriçá e Sylvio de Campos – solicitou autorização ao Governo do Estado para construir uma ferrovia ligando a Estação de Perus ao distrito de Pirapora, atual Município de Pirapora do Bom Jesus, com o alegado objetivo de atender os romeiros que se dirigiam ao santuário. Os pleiteantes aventavam, também, a possibilidade de posteriormente prosseguir rumo a Parnaíba e Jundiuvira, localidade às margens do Rio Tietê. Em abril de 1910, o Estado deu a concessão para a formação da Cia. Industrial Estrada de Ferro Perus a Pirapora.
Depois de obter a concessão, os proprietários entraram em contato com a Câmara de Parnaíba já sabendo também que em 1909 a Câmara aprovara um pedido de concessão para uma linha de Barueri a Pirapora, e afirmaram o que a Câmara já sabia: que isso violaria a concessão da São Paulo Railway. A Câmara então pediu para a concessionária modificar o traçado da ferrovia passando por Parnaíba.
orém, depois de vinte anos de tentativas de ferrovias e de bondes fracassadas, surge algo novo: em outubro de 1910, dois cidadãos residentes na Capital pedem para instalar um serviço de transporte de passageiros e cargas entre as duas cidades, propondo-se a construir estradas novas e construção especial para somente transitarem automóveis e para isso pedem garantia de juros. A Comissão de Justiça aconselha a Câmara a aprovar a estrada proposta em 15/10 pelos cidadãos paulistanos, mas sem a garantia de juros. A resposta afasta os pretendentes. Nessa época, ferrovias e rodovias somente eram bons negócios (ou melhores ainda) se houvesse garantias de juros para viabilizá-los.
No início de 1912, o Coronel Joaquim Ferraz Junior e o Capitão José Correa da Silva pediram uma concessão de 30 anos para uma estrada de ferro entre Parnaíba e a estação de Barueri. Não se sabe se foi aprovada, pelo menos não houve nenhuma manifestação nas atas.
Somente parece ter havido um novo contato com a futura EFPP no final deste mesmo ano: os cessionários disseram então que a futura ferrovia tinha um projeto de ligar o município a São Paulo, partindo de Perus até Jundiavira passando pela vila de Pirapora, e que pretendia em breve apresentar a esta Câmara um projeto de um ramal para esta vila de Parnaíba. Este ramal deveria sair de um prolongamento da linha que ligaria, em 1914, o bairro de Perus à estação de Entroncamento, de um ponto na Várzea do Souza. A linha jamais chegou a este local, nem a Pirapora e muito menos a Parnaíba.
Aqui também cabe outro esclarecimento: a EFPP também estava na zona privilegiada da SPR, mas então por que não houve problemas com esta pela linha? Certamente porque a SPR autorizou sem dificuldades uma linha que descarregaria toda a carga em Perus, sua estação, e isto era altamente vantajoso para os ingleses, ao contrário da Sorocabana, quando qualquer linha vinda de Parnaíba ou Pirapora seria descarregada em Barueri, numa linha que não era da SPR e que não lhe traria vantagem alguma.
A região entre as atuais cidades de Caieiras e Cajamar, que na época pertencia a Parnaíba, era rica em calcário. A família Beneducci, no bairro do Gato Preto (hoje no km 36 da via Anhanguera e pertencente ao município de Cajamar, criado em 1959), explorava a jazida para a produção de cal. O uso deste na construção civil estava em franco desenvolvimento com o crescimento acelerado da Capital na virada do século. Para justificar uma estrada de ferro tão curta, os empresários pediram a concessão da ferrovia até o bairro de Pirapora, para o transporte de romeiros. A estrada de ferro correria em sua maior parte em território parnaibano e visava, realmente, carregar a produção da Fábrica de Cal Beneducci e as caieiras de Gato Preto e Bocaina. A ferrovia deveria ser construída na bitola mais estreita de todas, de sessenta centímetros. O projeto original previa a bifurcação logo após o quilômetro 15, após transpor o rio Juqueri: para um lado, seguindo o rio até atingir o Gato Preto e para o outro, continuando a acompanhar o rio até Pirapora.
Em 1913, os prazos foram alterados, fazendo com que o trecho prioritário, até o km 16, fosse construído até uma estação chamada Entroncamento (citada acima) e que a linha dali até Pirapora fosse construída durante os trinta meses seguintes. No ano seguinte, esse trecho foi aberto ao público. O trecho desde a bifurcação no quilômetro 15,5 até o Gato Preto foi construído sem a autorização prévia do Governo e era considerado um desvio industrial de pouco mais de 5 quilômetros. Em 1925, outro desvio, saindo da localidade de Campos (hoje próximo ao entroncamento da rua principal do bairro do Guaturinho e a ligação via Anhanguera-Cajamar), seria construído com 3 quilômetros e atingiria as minas de calcário na entrada do bairro  da Água Fria, hoje Cajamar. Mais um desvio, saindo deste último, seria construído para o Bairro dos Pires em 1929, com mais de dois quilômetros de extensão. Esses eram os trechos que realmente interessavam aos proprietários da ferrovia.
Em 1916, ainda não havia nenhuma ação da EFPP com relação a uma linha até Parnaíba, quando surgiu mais um pedido de concessão, outra vez do Coronel Joaquim Ferraz Junior e do Capitão José Correa da Silva para uma linha de bondes a tração animal, a vapor ou elétrica, para transporte de mercadorias e passageiros, entre Baruery e Pirapora. Desta vez a Câmara comenta, defere o pedido e lança projeto de lei para aprovar a concessão do bonde pedido na p. 194b. Afirma também que sendo bonde e não trem, era de exclusiva competência da Câmara esta aprovação. É dada a concessão depois da aprovação em 3 sessões da Câmara ao bonde. Sem que saibamos os motivos, esta linha também não saiu. Teria sido ela a tal Companhia Parnahybana?
Nesta Companhia estava envolvido também o Coronel Raymundo, da cidade de Parnaíba, que morreu logo depois. Em 1918, era anunciado o fim da empresa: “Fracassou a Companhia Parnaibana, a ideia de ligação desta cidade e da vila de Pirapora à estação de Barueri por linha férrea, todos os esforços deverão ser envidados na construção da projetada estrada de rodagem partindo da Capital para Osasco no sentido de Itu, e seu percurso por esta cidade e por Pirapora. São as boas estradas de rodagem os escoadouros da pequena lavoura, como a nossa, e por isso é indispensável o nosso empenho nas estradas estaduais, que ligam municípios entre si e as vicinais que ligam as sedes dos municípios aos respectivos bairros e estabelecimentos agrícolas e industriais. É preciso que nossos velhos Caminhos de Sacramento tornem-se pouco a pouco em boas estradas de rodagem acessíveis a toda a espécie de veículos”. Por mais uma vez, a linha férrea para Parnaíba não saiu. Parece ter sido esta a última tentativa, não detectamos nenhuma outra proposta mais nova, pelo menos. A estrada de rodagem citada, atual Estrada dos Romeiros, saiu em 1922, construída pelo Governo Estadual. Mas ainda haveria alguns desenvolvimentos neste caso das ferrovias.
Em 1922, o desespero finalmente chegou. Um requerimento do vereador João José de Oliveira solicitava uma comissão para se entender com a superintendência da Light e com o Governo do Estado para “ver se consegue” um melhoramento tão almejado - estrada de ferro ou bonde elétrico - para a cidade. Era uma longa carta pedindo ao Presidente do Estado um ramal da Sorocabana comparando a cidade a outras próximas à Capital que têm sua estrada de ferro ou bondes, como Guarulhos, Santo Amaro e Mogy das Cruzes. Em seguida, nomeiam uma comissão para falar com o Presidente Washington Luiz. Parnaíba estava mendigando uma ferrovia, tantas vezes prometida, inclusive pela Light, e jamais cumprida, porém mal sabiam eles que o tempo dos ramais curtos já estava chegando ao fim: a maioria era deficitária e não duraria muito.
Parece que nada de concreto resultou de tudo isso: em 1923, houve uma indicação para o que município contratasse advogados para defender seus direitos no contrato de 1900 com a Light - no caso, em relação ao bonde prometido. A Câmara quis “pegar pesado” com a Light, mas nada mais se ouviu falar sobre o assunto.
Por sua vez, a linha a partir do Entroncamento foi sendo postergada – dali sairia a linha para Jundiuvira. Em 1924, a ferrovia já era chamada apenas de E. F. Perus-Pirapora, pois as duas empresas foram separadas: a da exploração de calcário e a da ferrovia. Em 1926, a Companhia Brasileira de Cimento Portland iniciava suas atividades ao lado da estação de Perus, na São Paulo Railway, trazendo calcário de Gato Preto. Um ano antes havia sido aberta a pedreira em Água Fria. Neste mesmo ano, a ferrovia foi vendida aos proprietários canadenses da fábrica de Perus. A linha Perus-Entroncamento era a única que podia transportar passageiros de forma pública, pois tinha a concessão, utilizando sempre trens mistos que levavam meia hora para percorrer dezesseis quilômetros. Para desilusão de Parnaíba, a linha jamais passou dali, nunca chegou à cidade - o tal ramal que deveria sair de um ponto na Varzea do Souza - e nem a Pirapora: em 1936, a ferrovia desiste oficialmente da concessão para a continuação da linha.

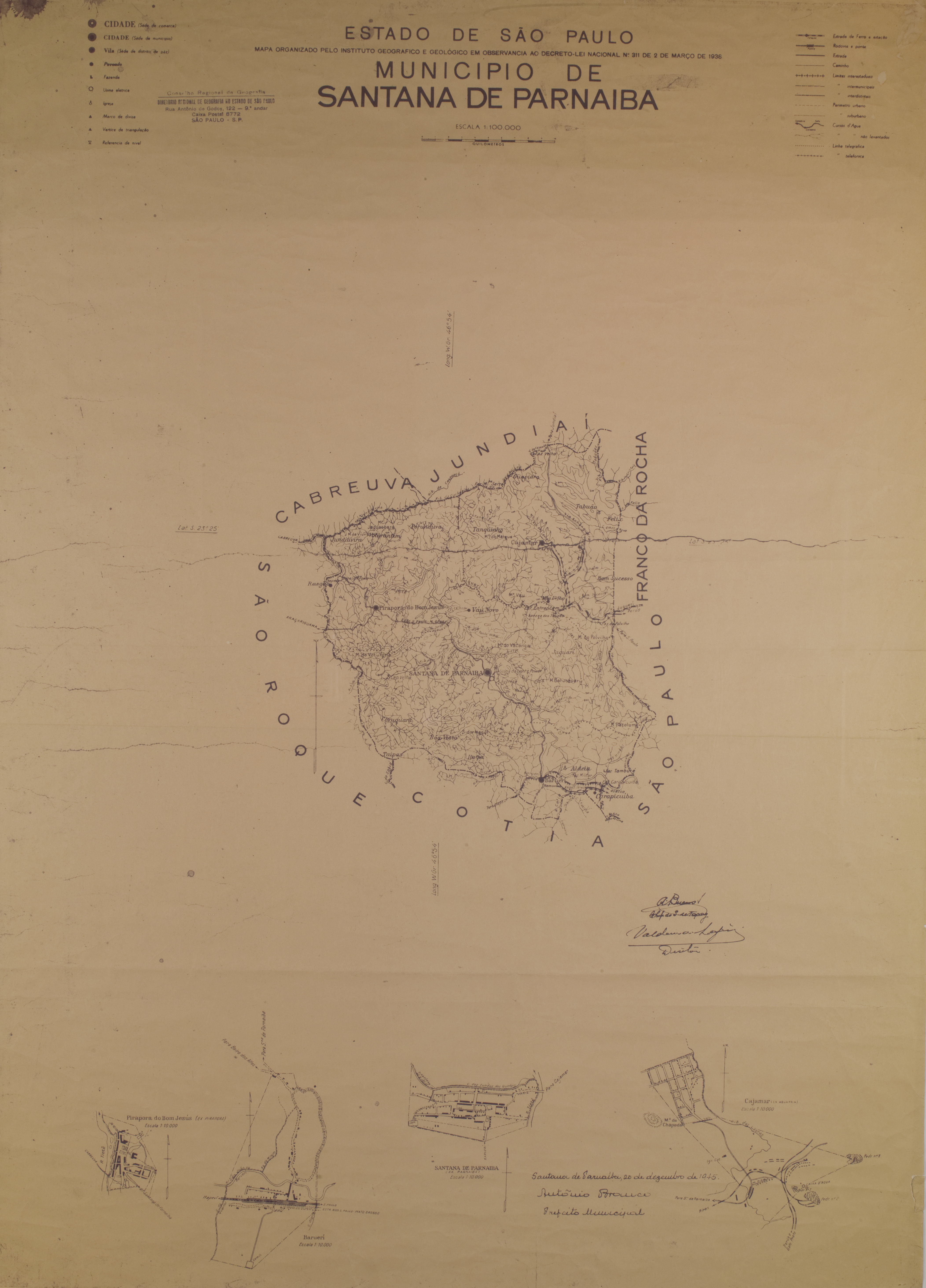
Municipio de Santana de Parnaiba em 1945.

Com o total desinteresse da Light, da EFPP, da Sorocabana e de outros possíveis concessionários para a construção de um ramal para Parnaíba e Pirapora, ou linha de bondes, somado ao fato de que as ferrovias entrariam nos anos 1940 em sua fase de decadência, Parnaíba jamais teria ou teve uma ferrovia que fosse à sua sede. Com a desintegração do município em 1934, 1948 e 1959 dando origem a municípios novos e partes de outros, Santana de Parnaíba ficou sem um quilômetro de trilhos em sua área municipal, fato que perdura até os dias de hoje.
O que se comenta entre as pessoas mais antigas ainda vivas na cidade é que havia parte dos vereadores da época do final do século XIX e início do século XX que não tinham a menor simpatia pela vinda da ferrovia. Cidade com povo muito tradicionalista, derivado de suas ferradas tradições do tempo dos bandeirantes e isolada de outras cidades que tiveram um desenvolvimento completamente diferente e muito mais novas, o medo de um crescimento muito grande da cidade pela chegada de trilhos assustava alguns. É uma possibilidade, visto que outras cidades do Brasil também tiveram atitudes semelhantes no passado. Mas não há nada que prove esta fobia em Parnaíba.
Ao mesmo tempo, município pobre, de população e produção baixa, não teria atrativos em termos econômicos para um investimento destes. Em termos de bondes, no entanto, esta "certeza" é discutível: uma linha de bondes vinda da estação da Sorocabana em Barueri e que passaria por um caminho aproximadamente igual ao da atual Estrada dos Romeiros poderia levar a um povoamento muito mais rápido dessa região reforçando a economia do município. Este fato se passou em diversas cidades brasileiras, onde linhas de bonde que "não levavam para lugar nenhum" acabaram se tornando linhas rentáveis exatamente pelo povoamento.